# 2-02-73
2-02-73 — типовий проєкт цегляної школи на 920 учнів. Розроблений інститутом Діпромісто (м. Київ) на чолі з Йосипом Каракісом, архітектори Г. Зуєв і Н. Г. Савченко і затверджений у 1957. Школи за проєктом будували до середини 1960-х у РРФСР, УРСР, БРСР й ЕРСР.

## Опис
Триповерхова будівля із симетричним фасадом на 13 кроків вікон. Пізнаваною рисою є 7 вищих за інші вікон третього поверху, за якими розміщується актова зала. План несиметричний С-образний; крило з парадним входом має довжину 39,6 м і ширину 16 м; праворуч від нього крило з класами шириною 9,6 м і довжиною 67,8 м або 22 кроки вікон (2-й крок — вікна сходів); далі двоповерхове крило 10×33,8 м із майстернями та спортзалом. Висота поверхів 3,6 м; поверху з актовою залою — 4,5 м. Висота цоколю 0,9 м. Просвіт колон 6,6 + 3,2 + 6,6 м. Дах чотирисхилий, висота гребня у найвищий точці 16,9 м.[неавторитетне джерело]

## Галерея

### Київ

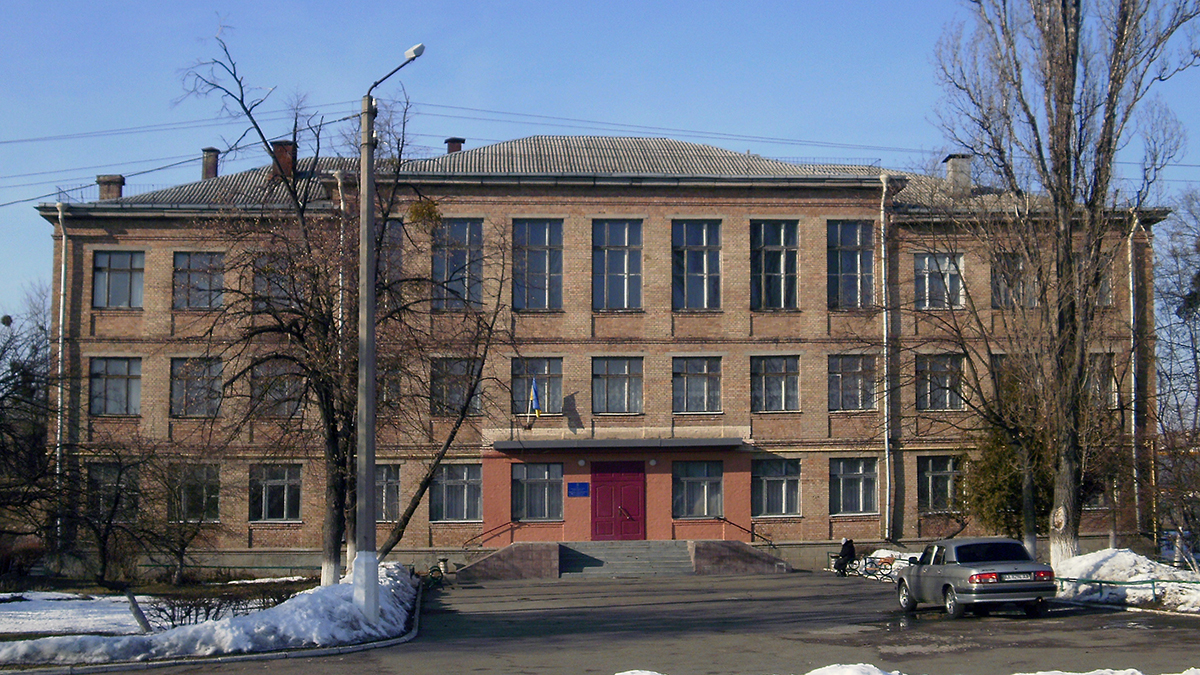
Воскресенка, спецшкола-інтернат № 18 для глухих, 1960
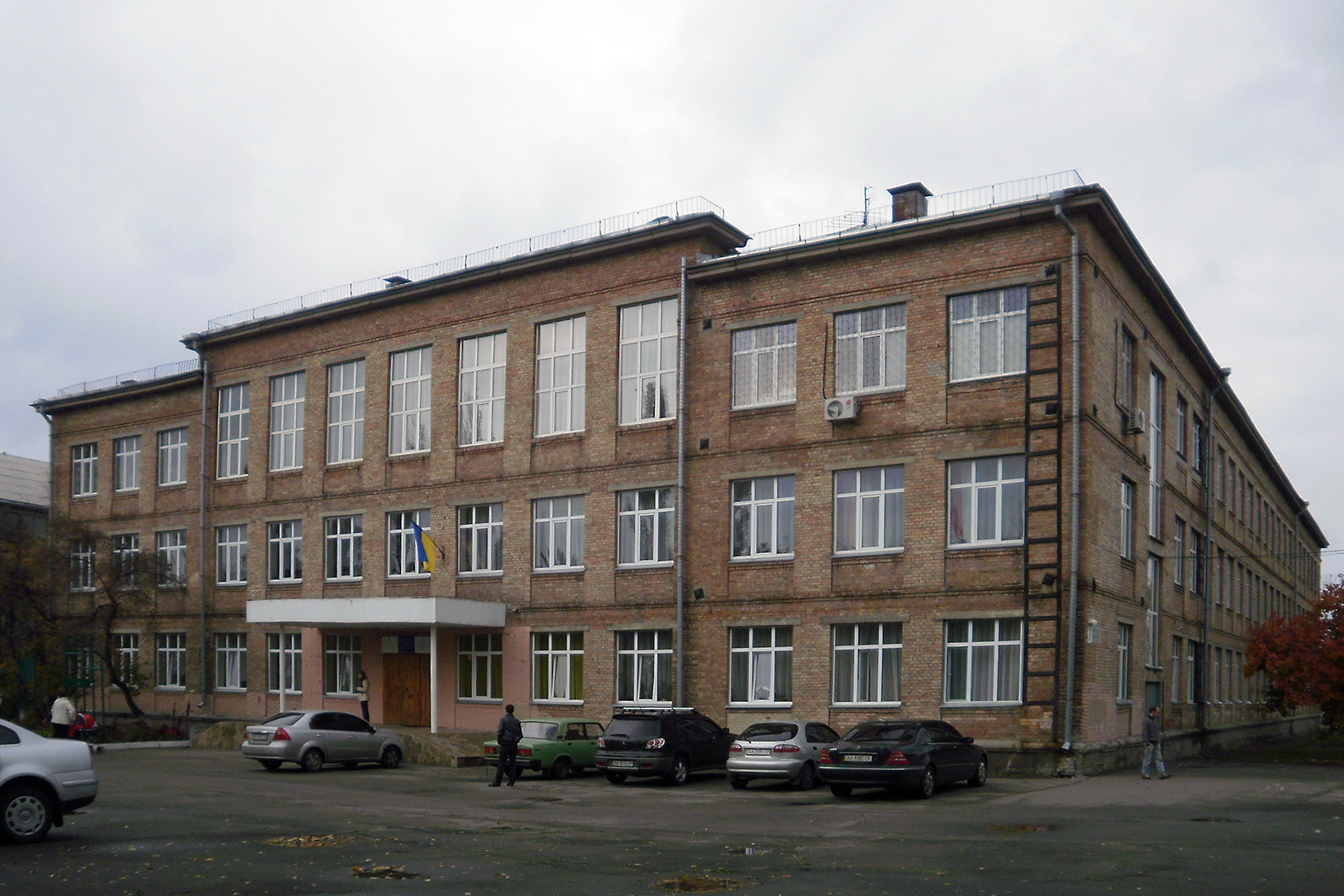
Воскресенка, школа № 180, 1960
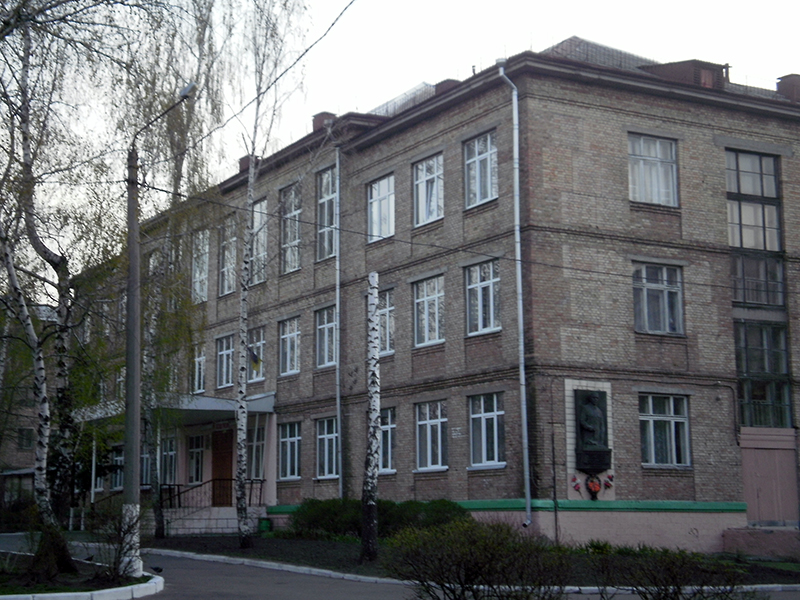
Воскресенка, школа № 184, 1961
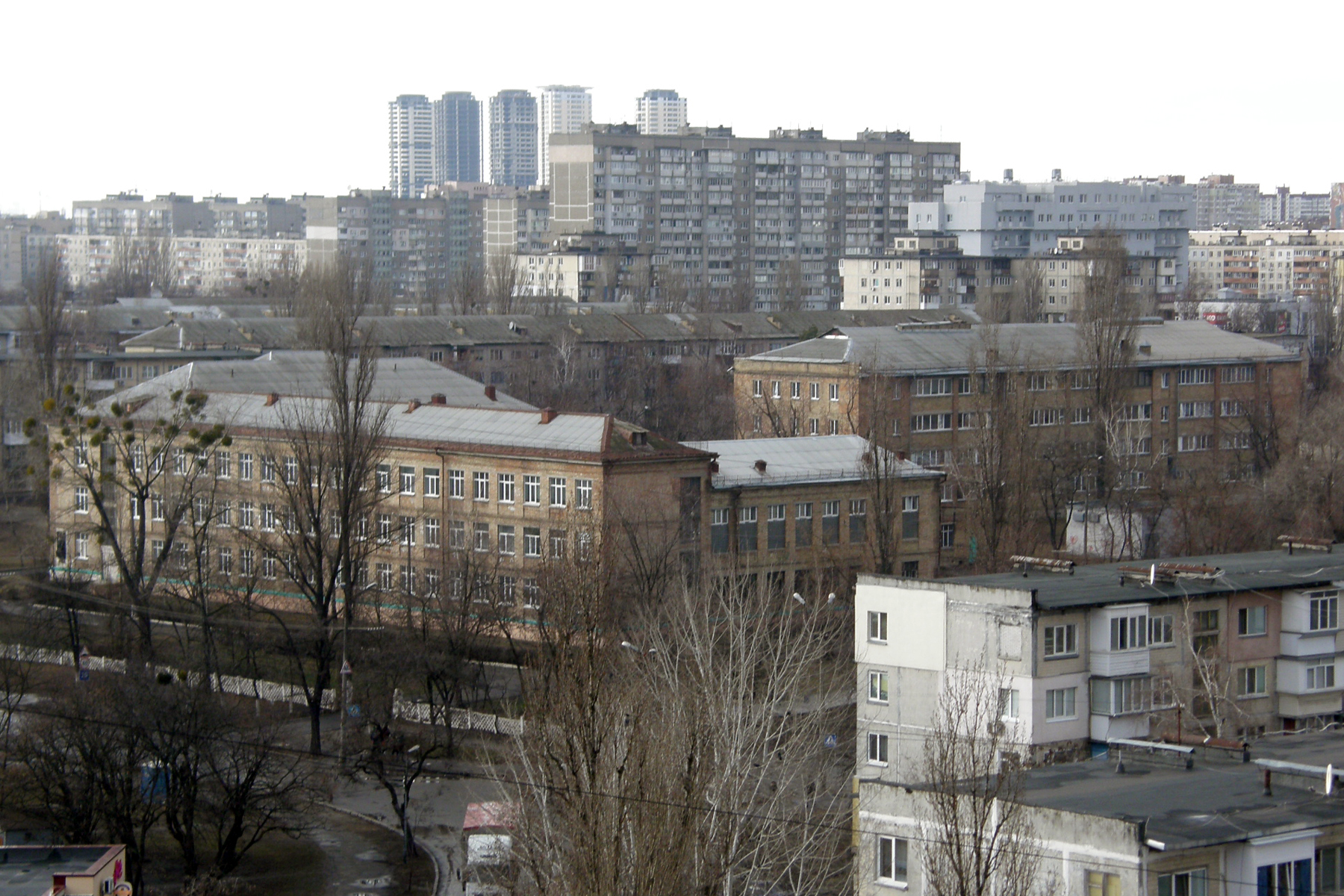
Воскресенка, школа № 184, спальний корпус займає початкова школа і музикальна школа № 13, 1961
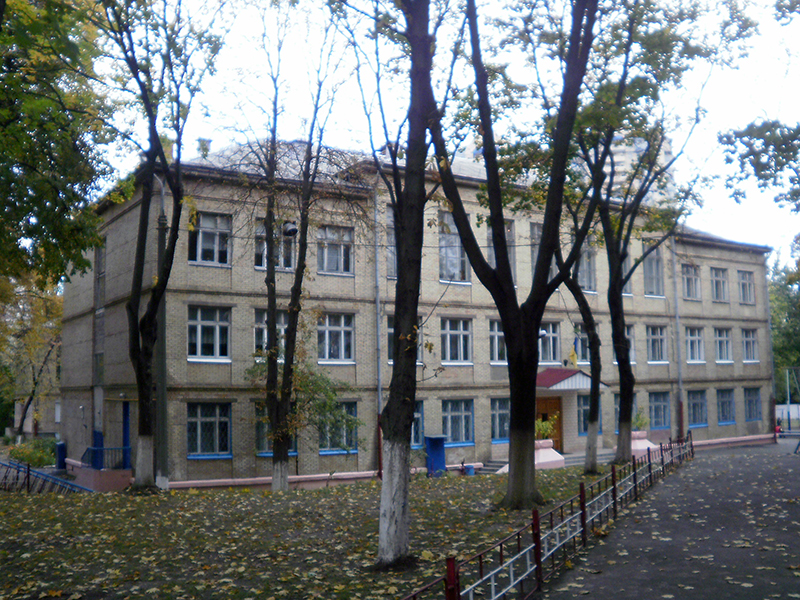
Чоколівка, школа № 166, 1960
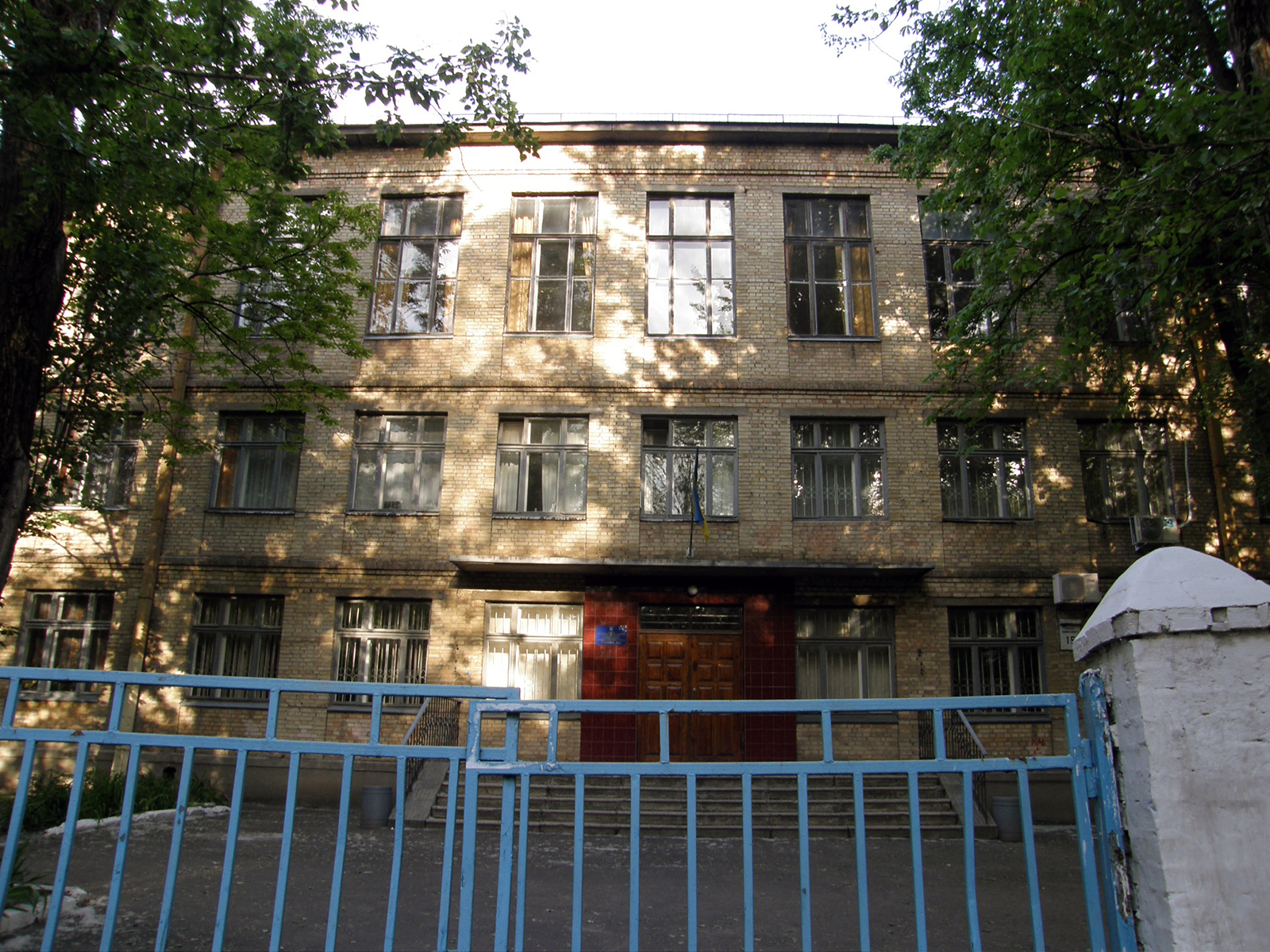
Чоколівка, вечірня школа № 3 і навчально-реабілітаційний центр № 17
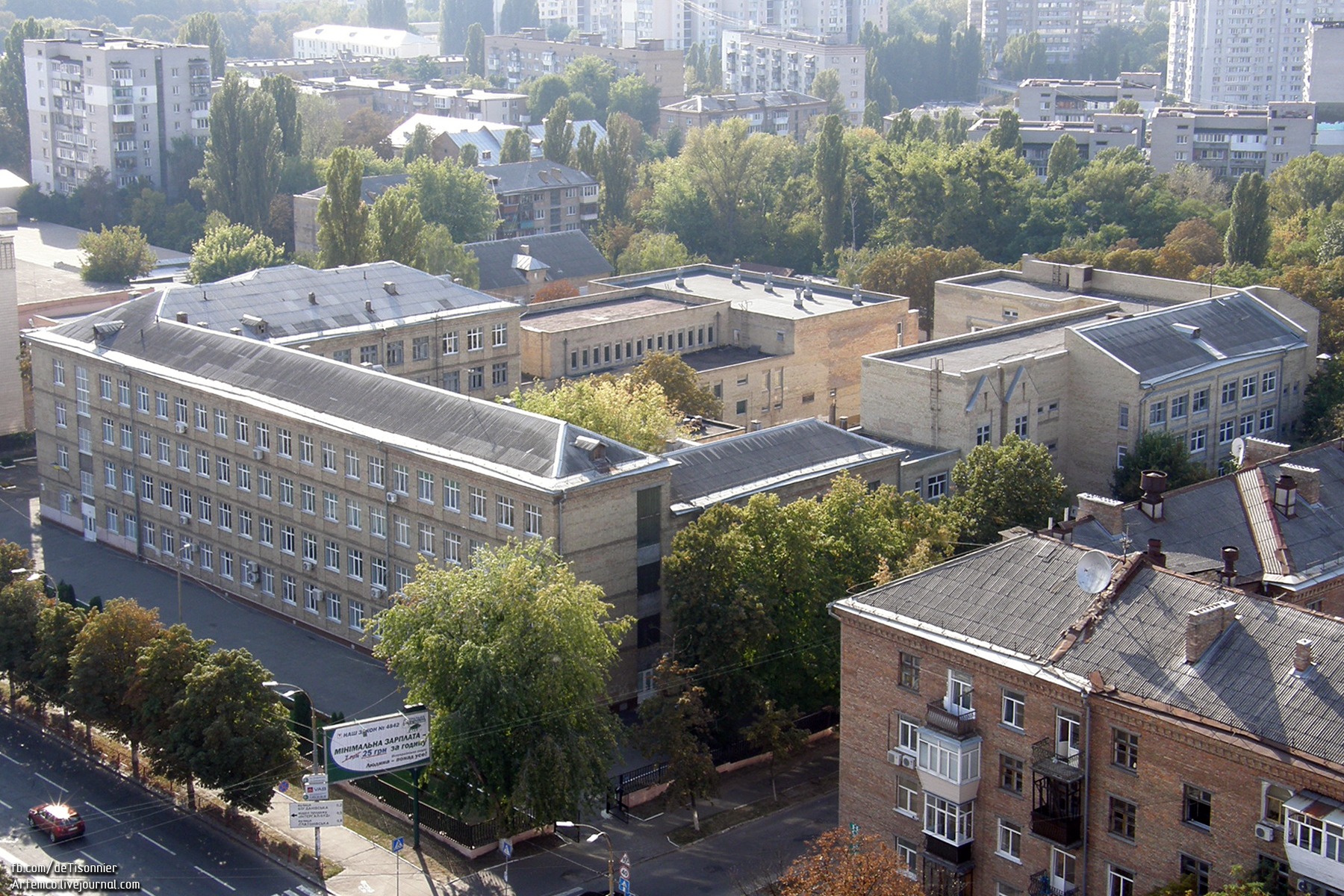
Чоколівка, гімназія № 178
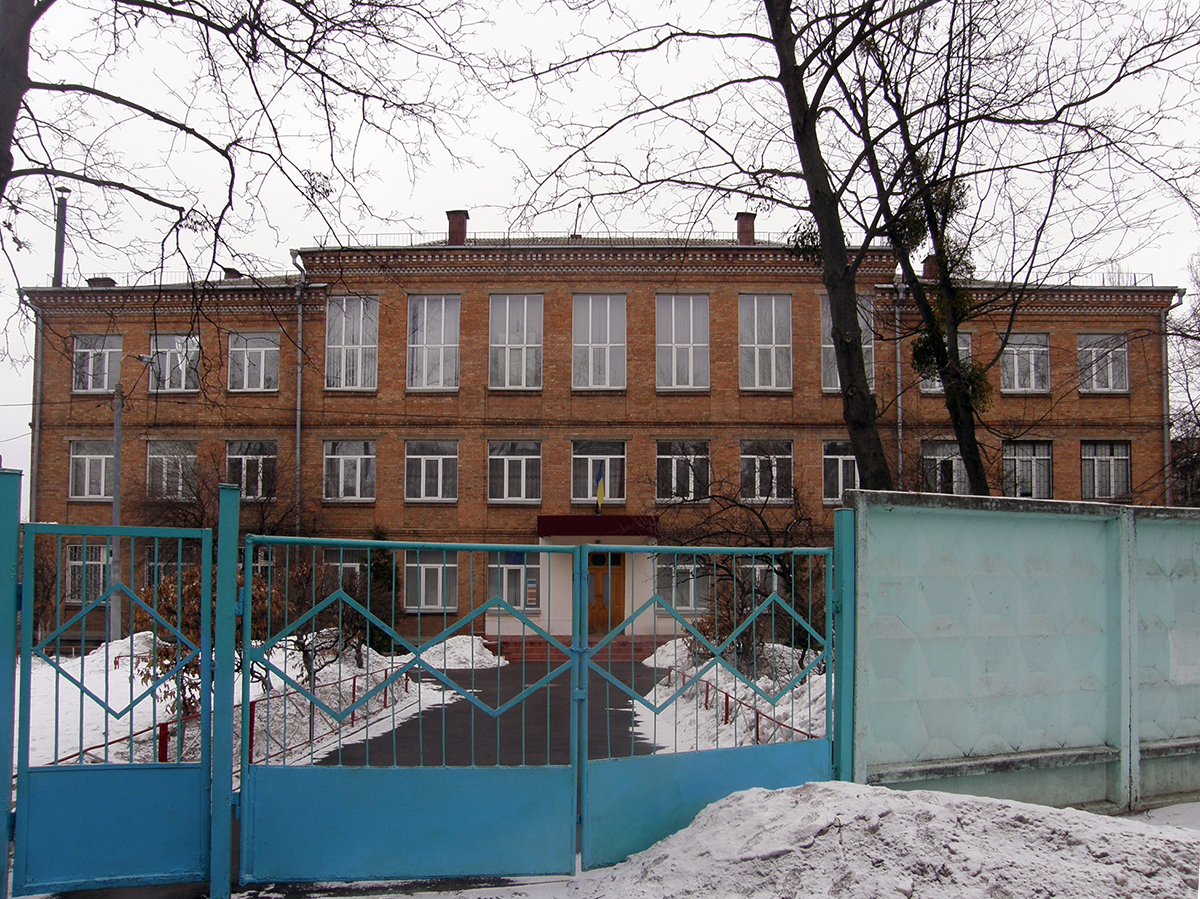
Сирець, школа № 169, 1961
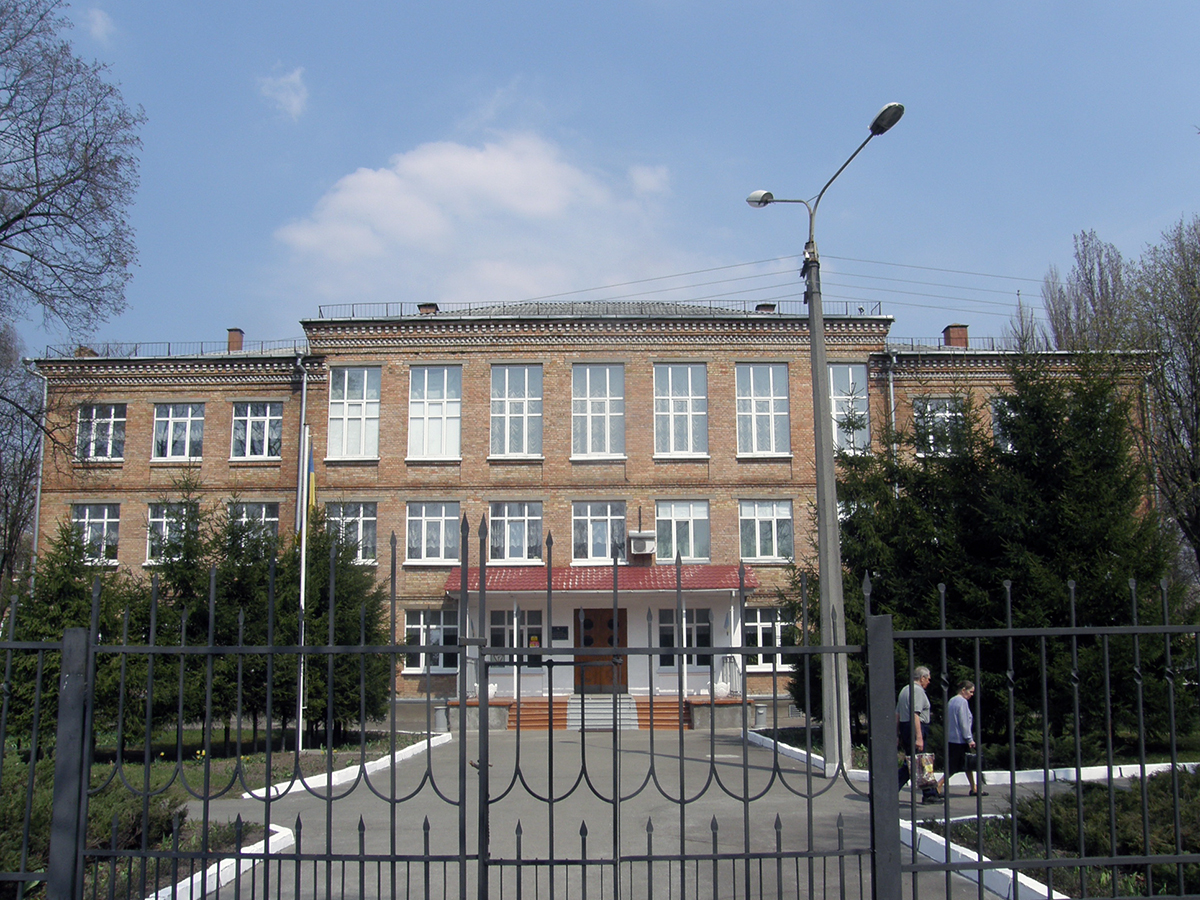
Сирець, інтернат № 20 для туберкульозних, 1961
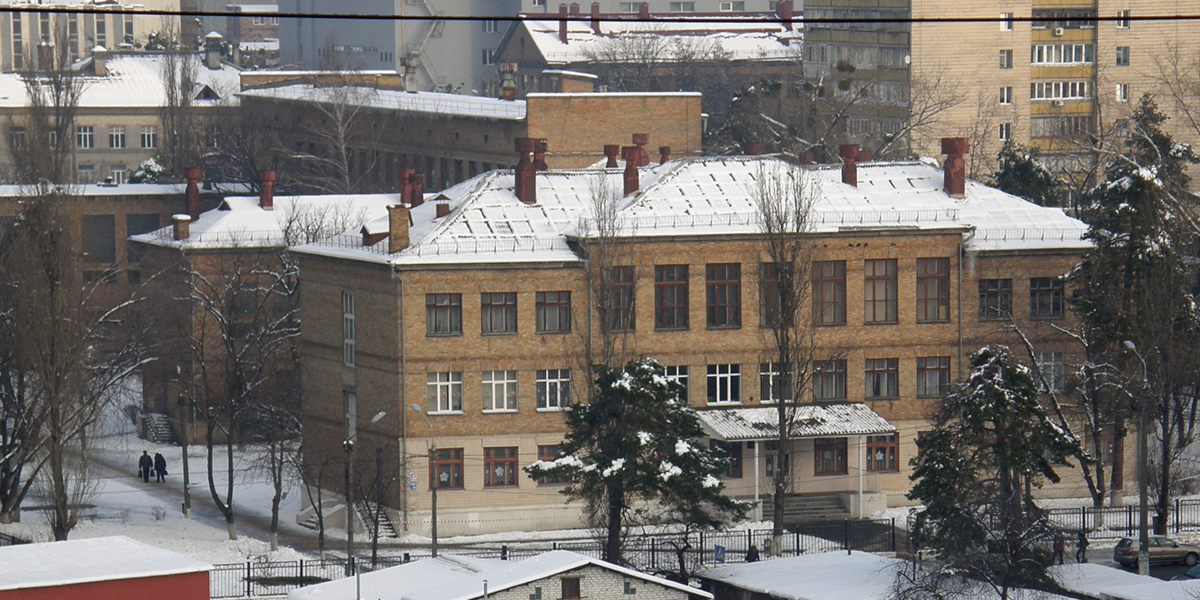
Нова Дарниця, школа № 160, 1963, добудована
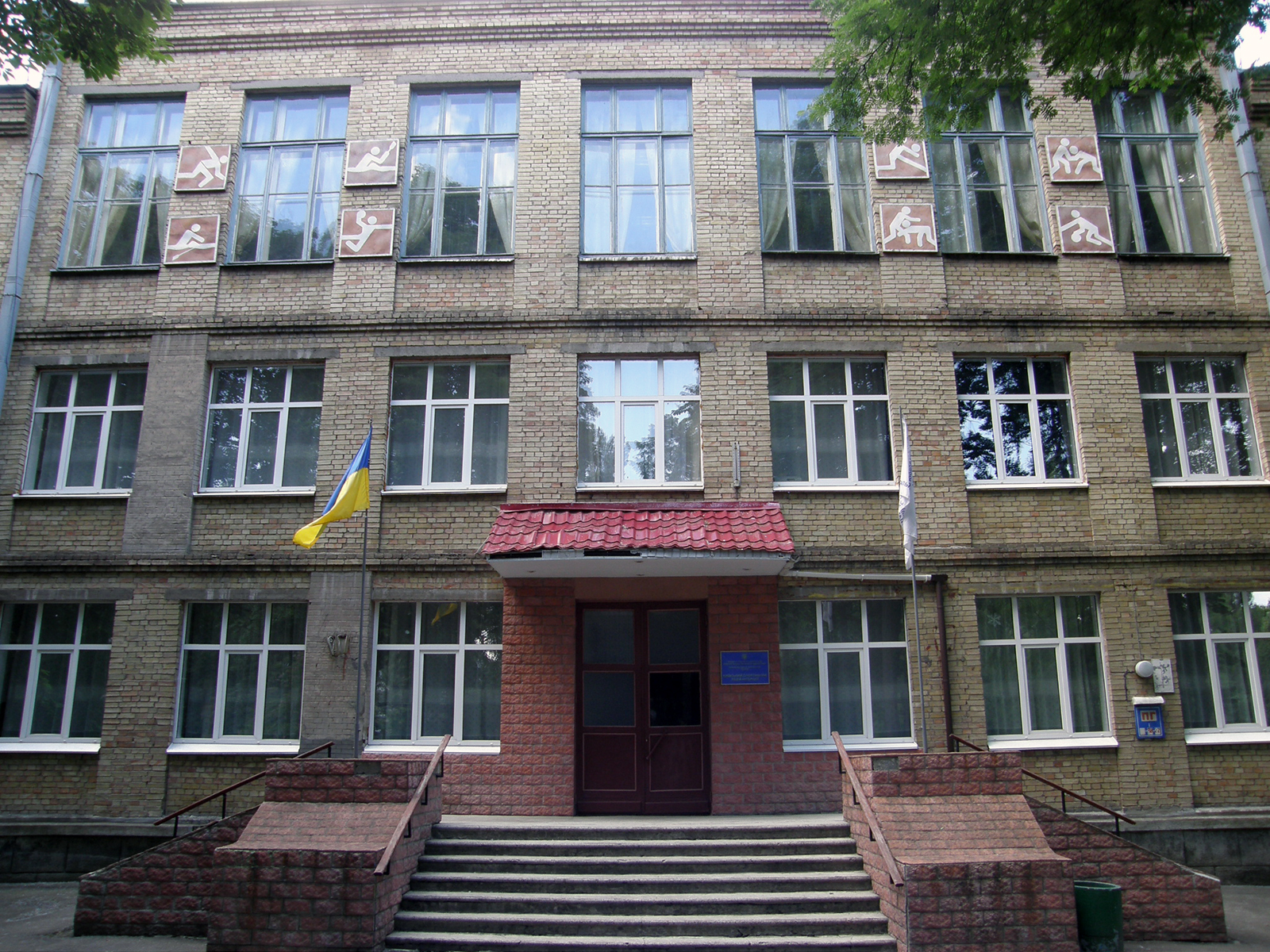
Відрадний, спортивний ліцей, 1962
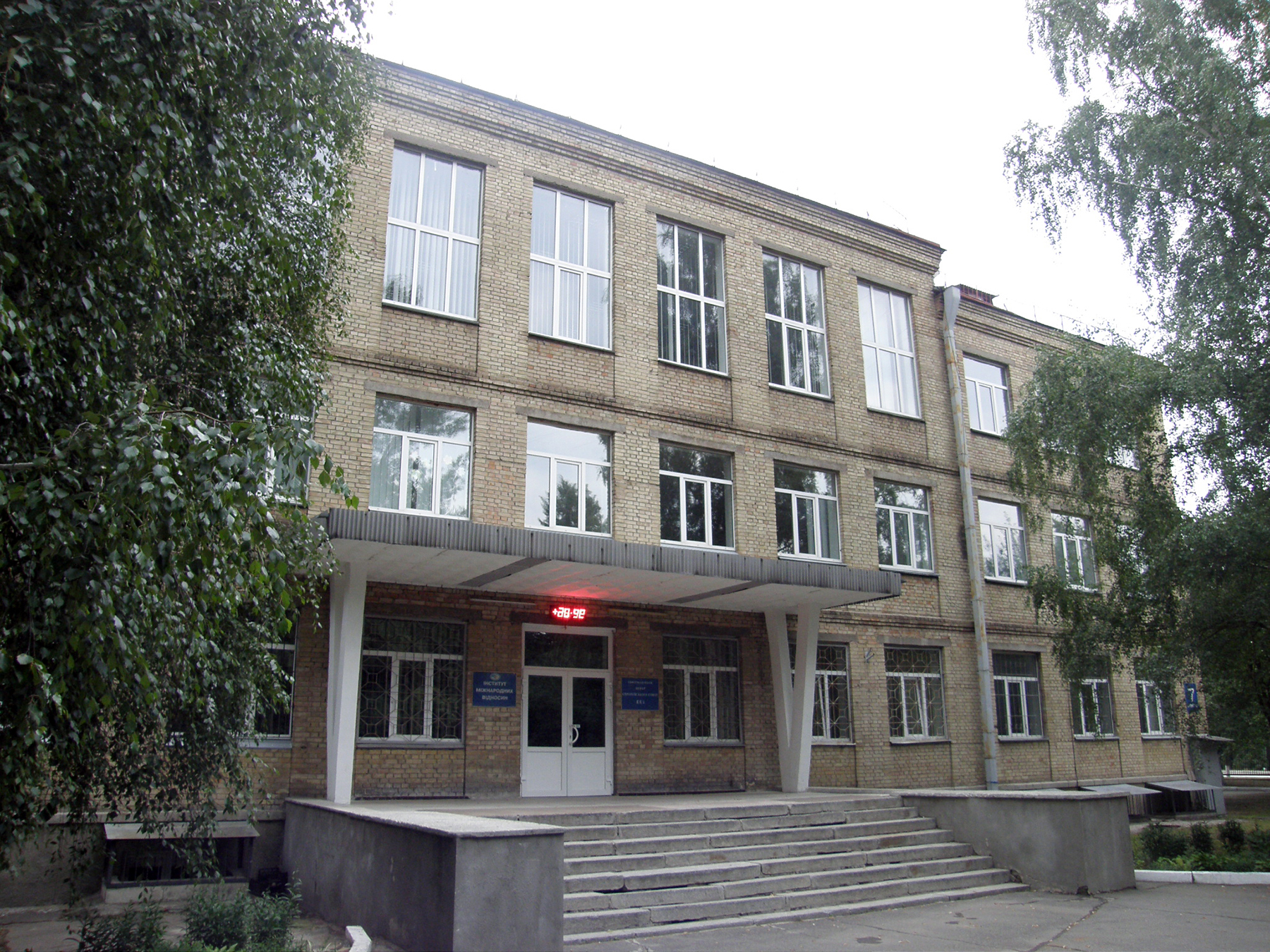
Відрадний, 7-й корпус НАУ, Факультет міжнародних відносин
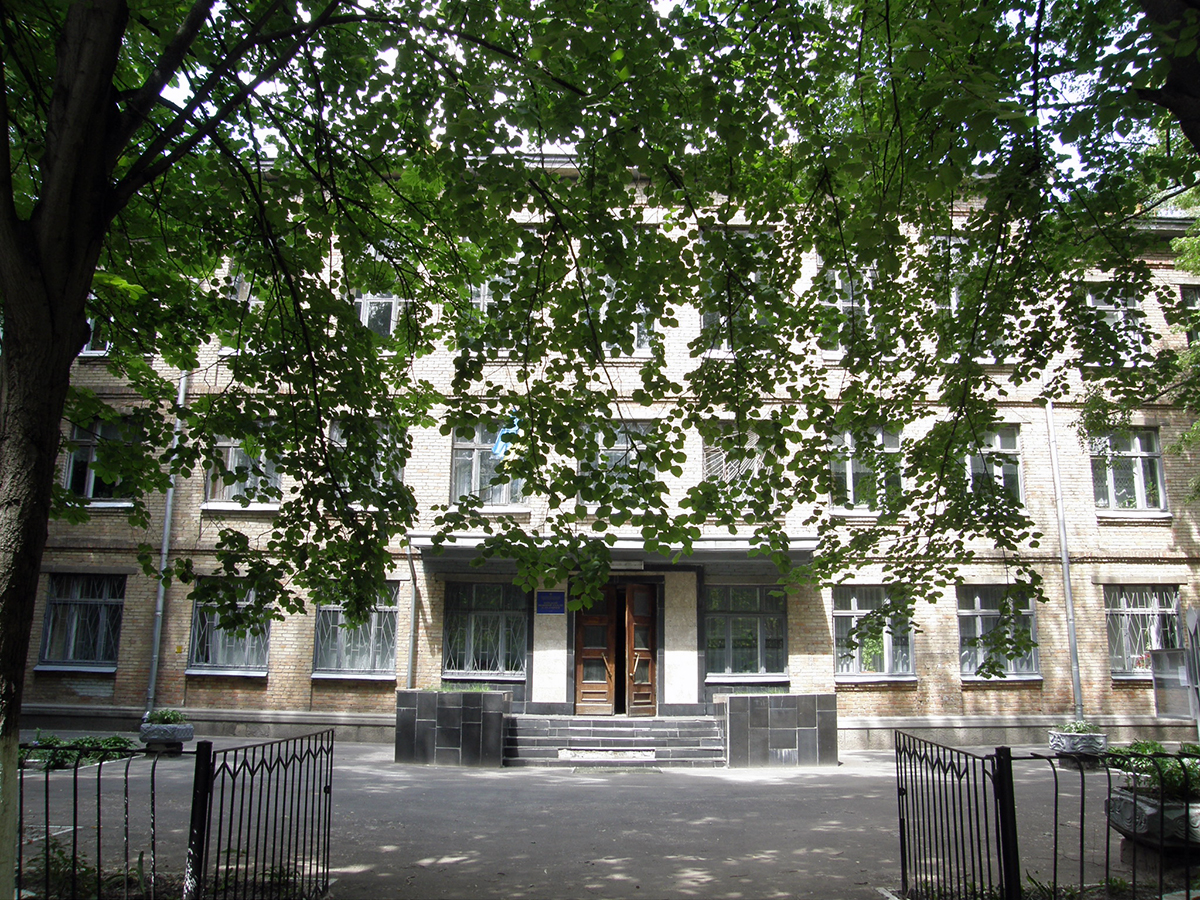
Відрадний, медичний коледж, 1965
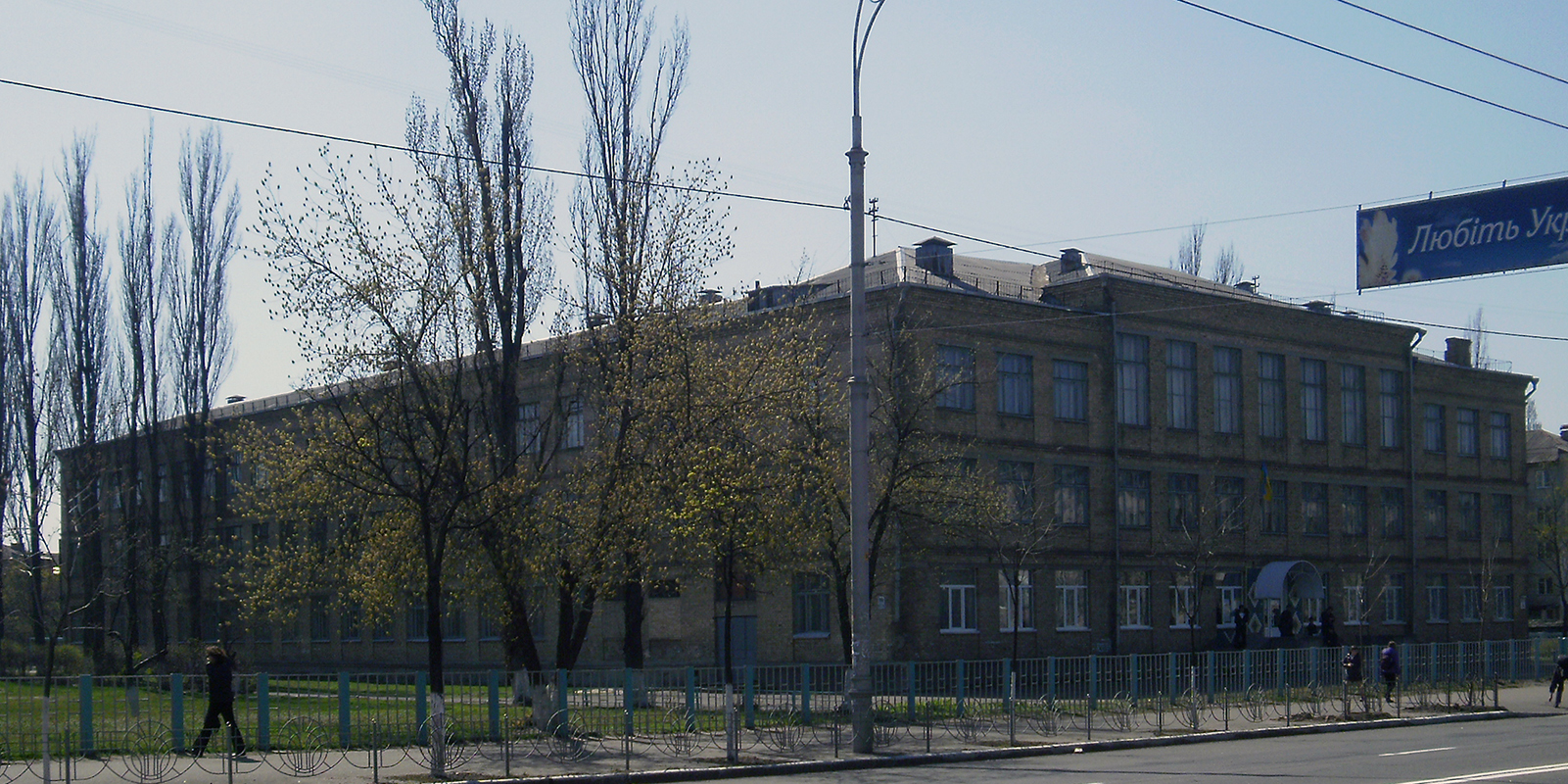
Дарниця, школа № 146 до ремонту
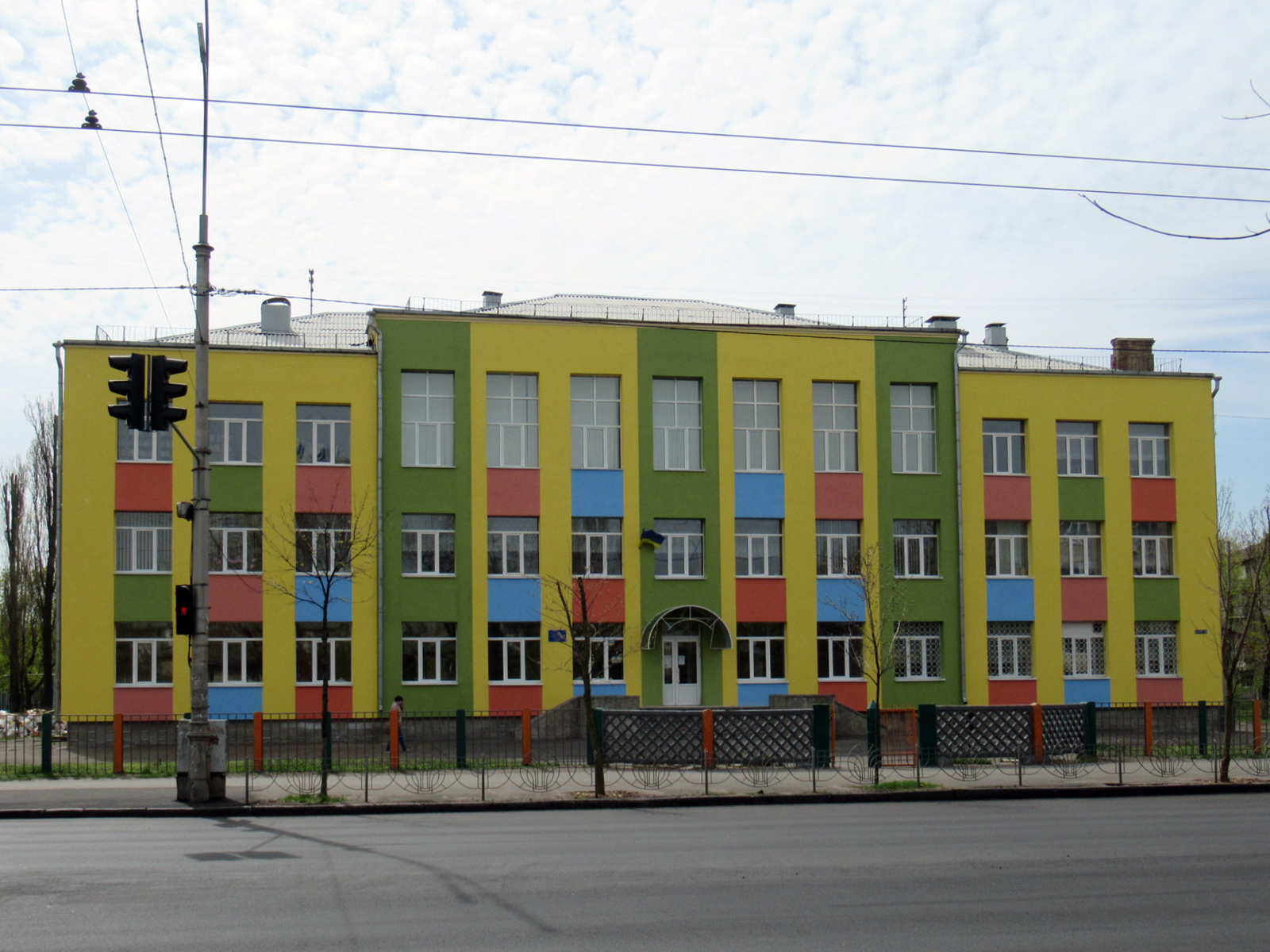
Дарниця, школа № 146 після ремонту
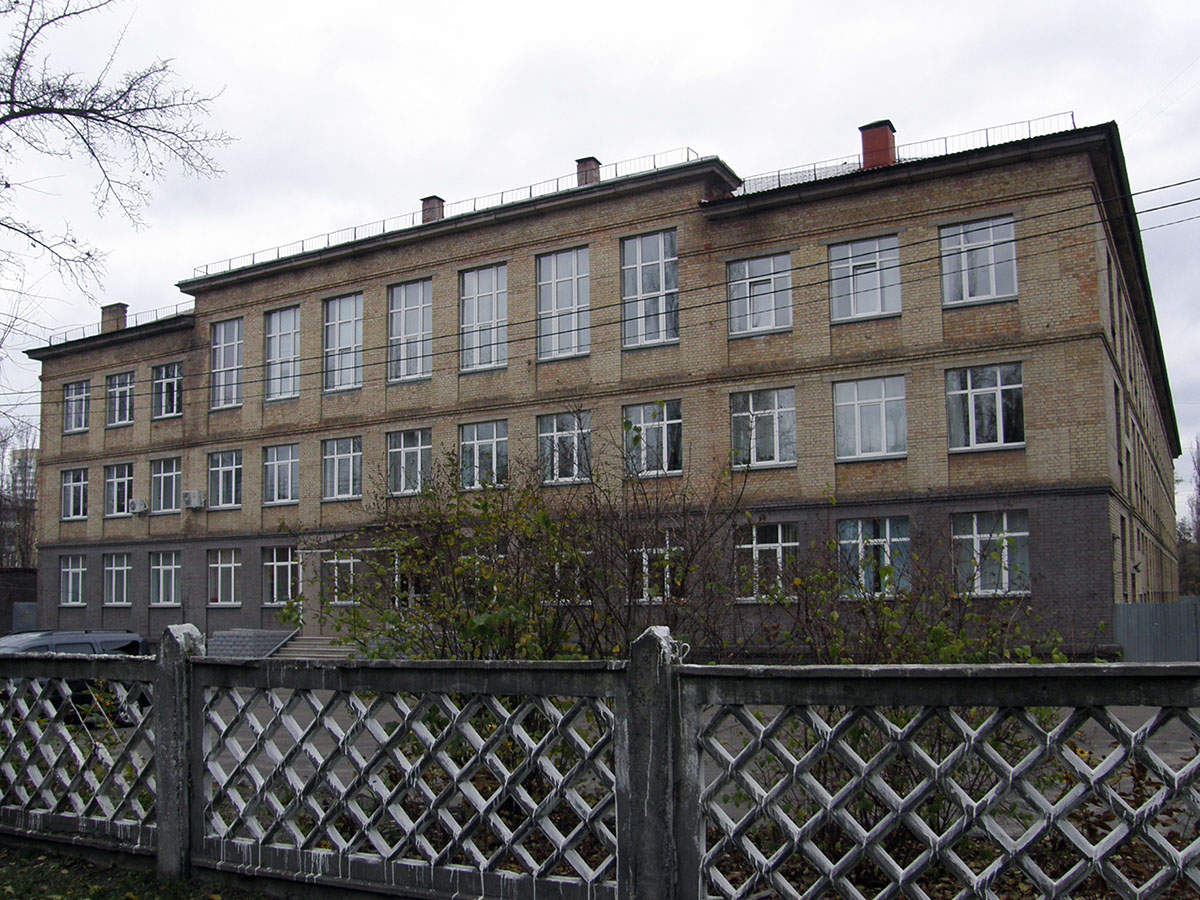
Дніпровський технічний ліцей, колишній Дарницький НВК
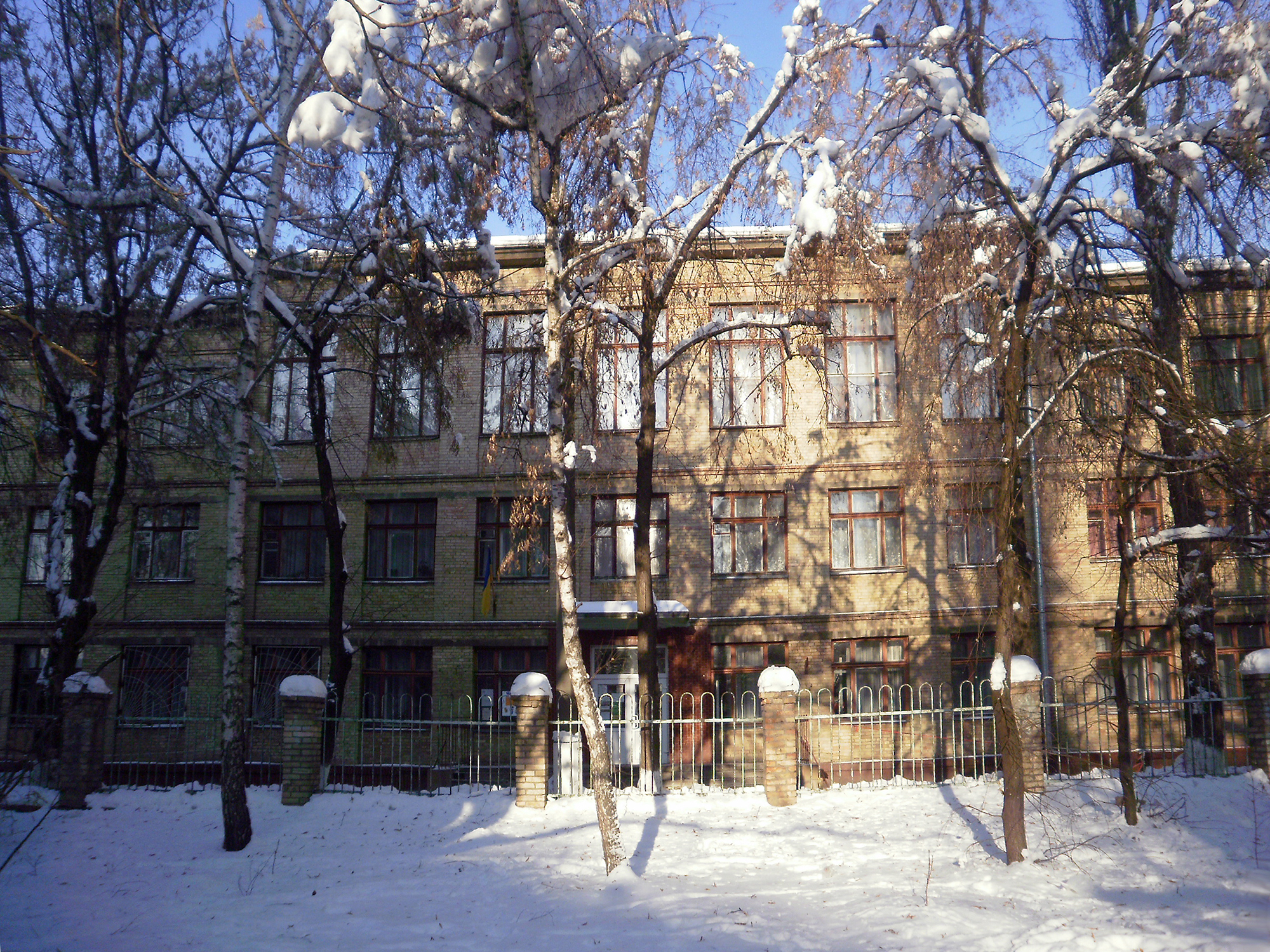
Печерськ, школа № 181, 1963
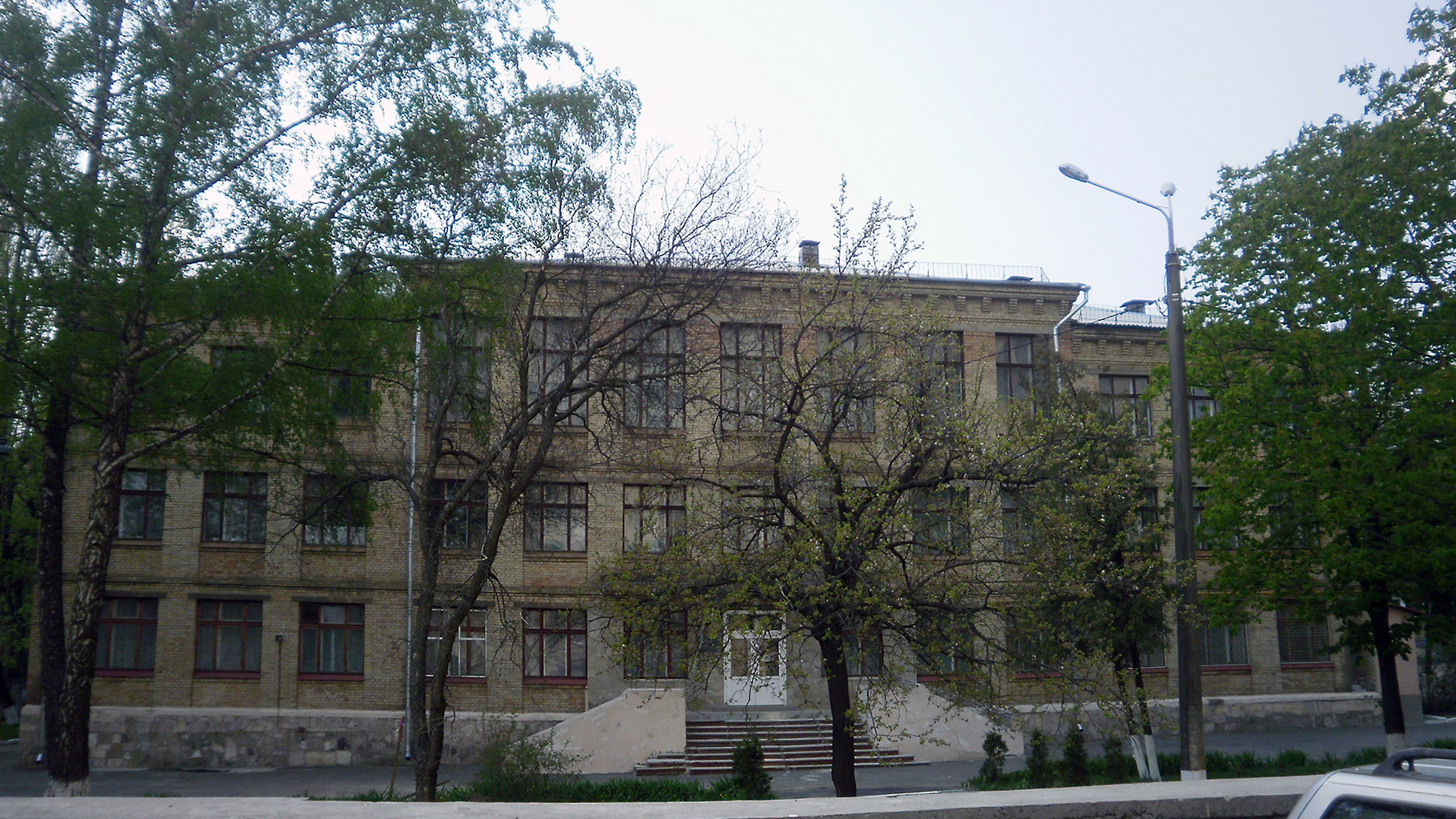
Голосіїв, спецшкола № 9 для слабочуючих
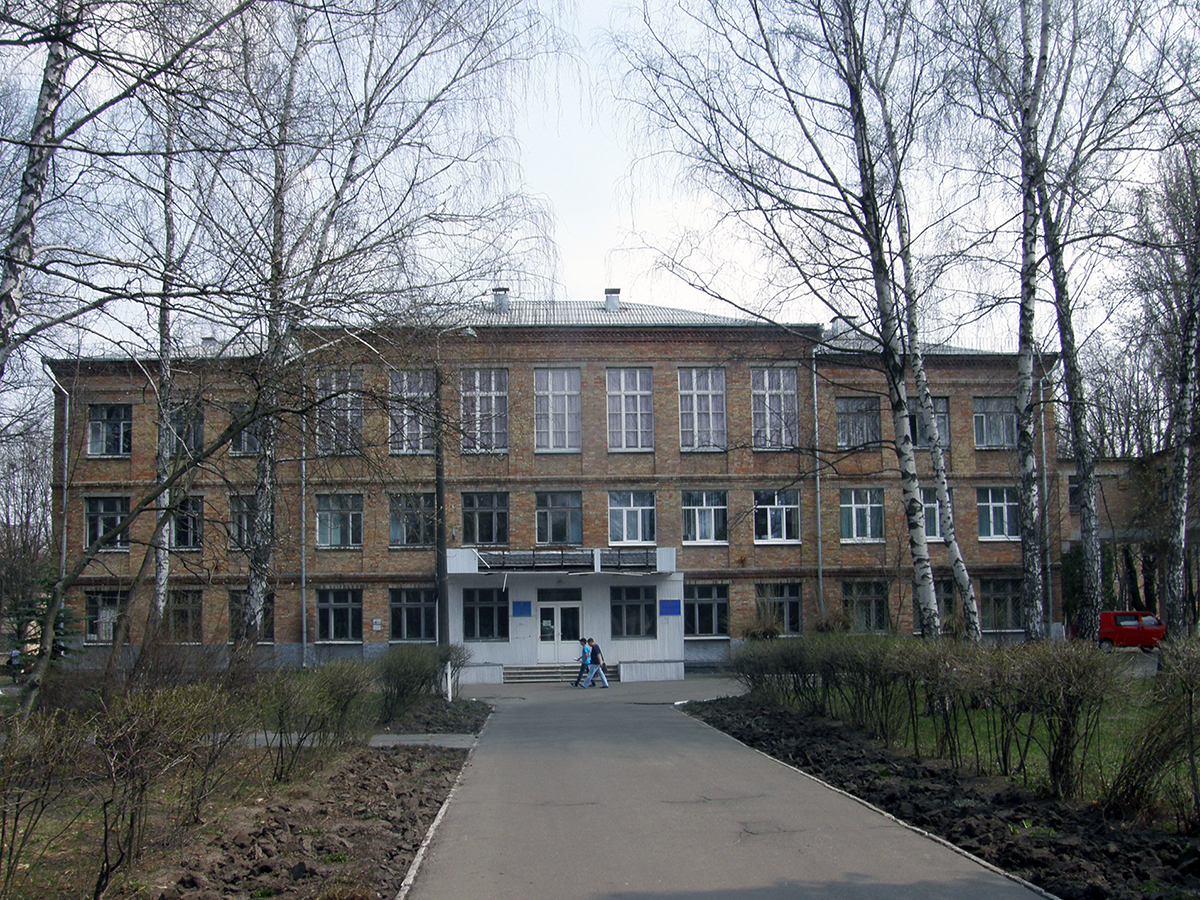
Нивки, Інститут соціології НПУ ім. Драгоманова
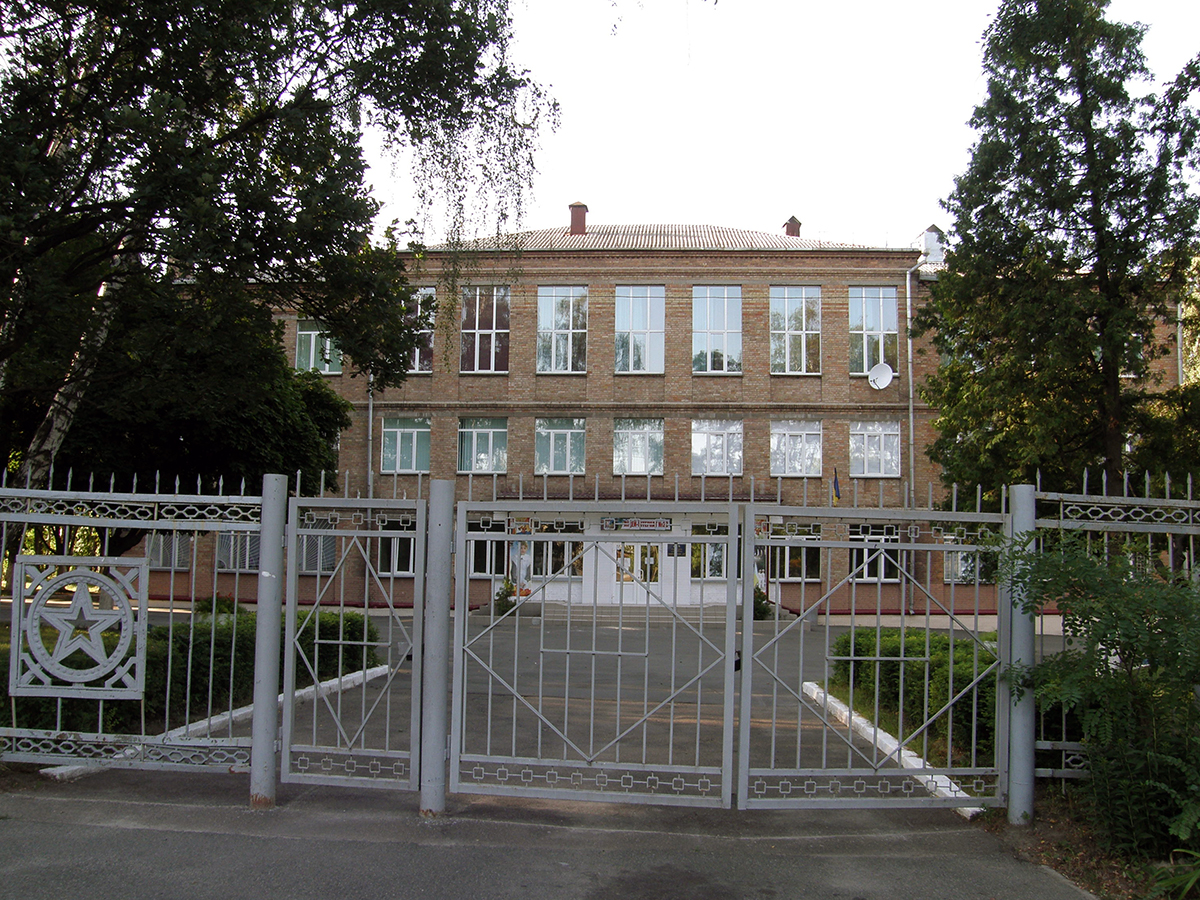
Нивки, ліцей-інтернат № 23 «Кадетський корпус»
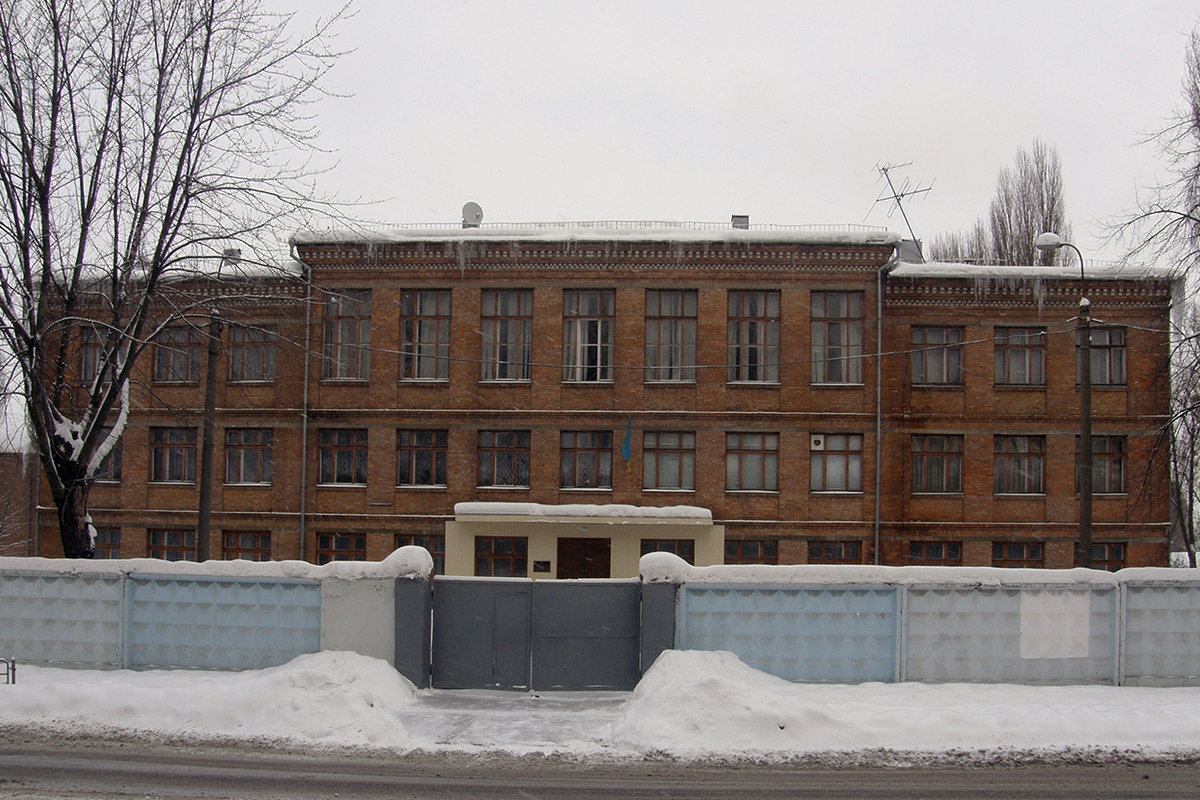
Пріорка, школа-інтернат № 22
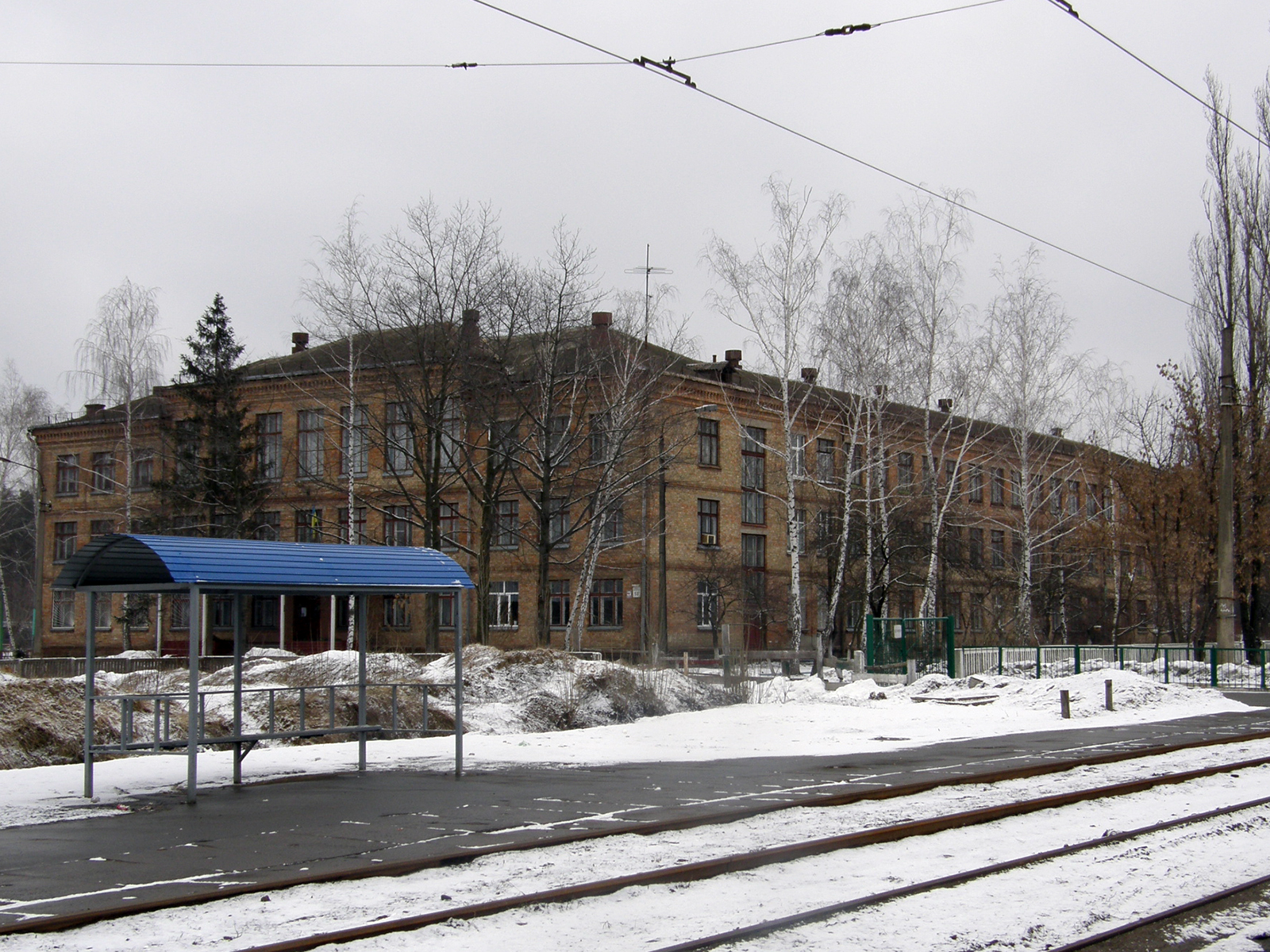
Червоний хутір, школа № 113
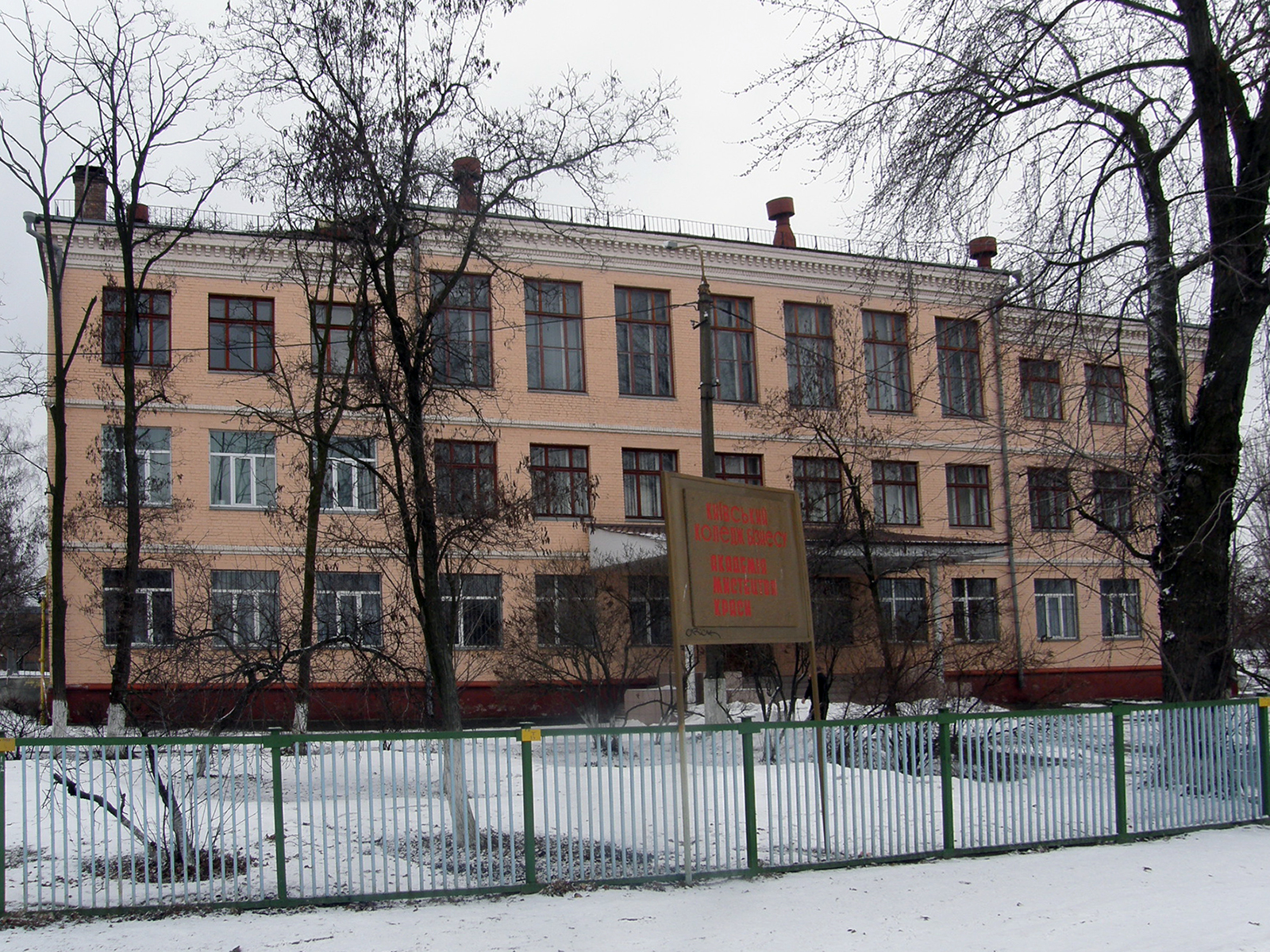
школа-інтернат № 10

### інші міста

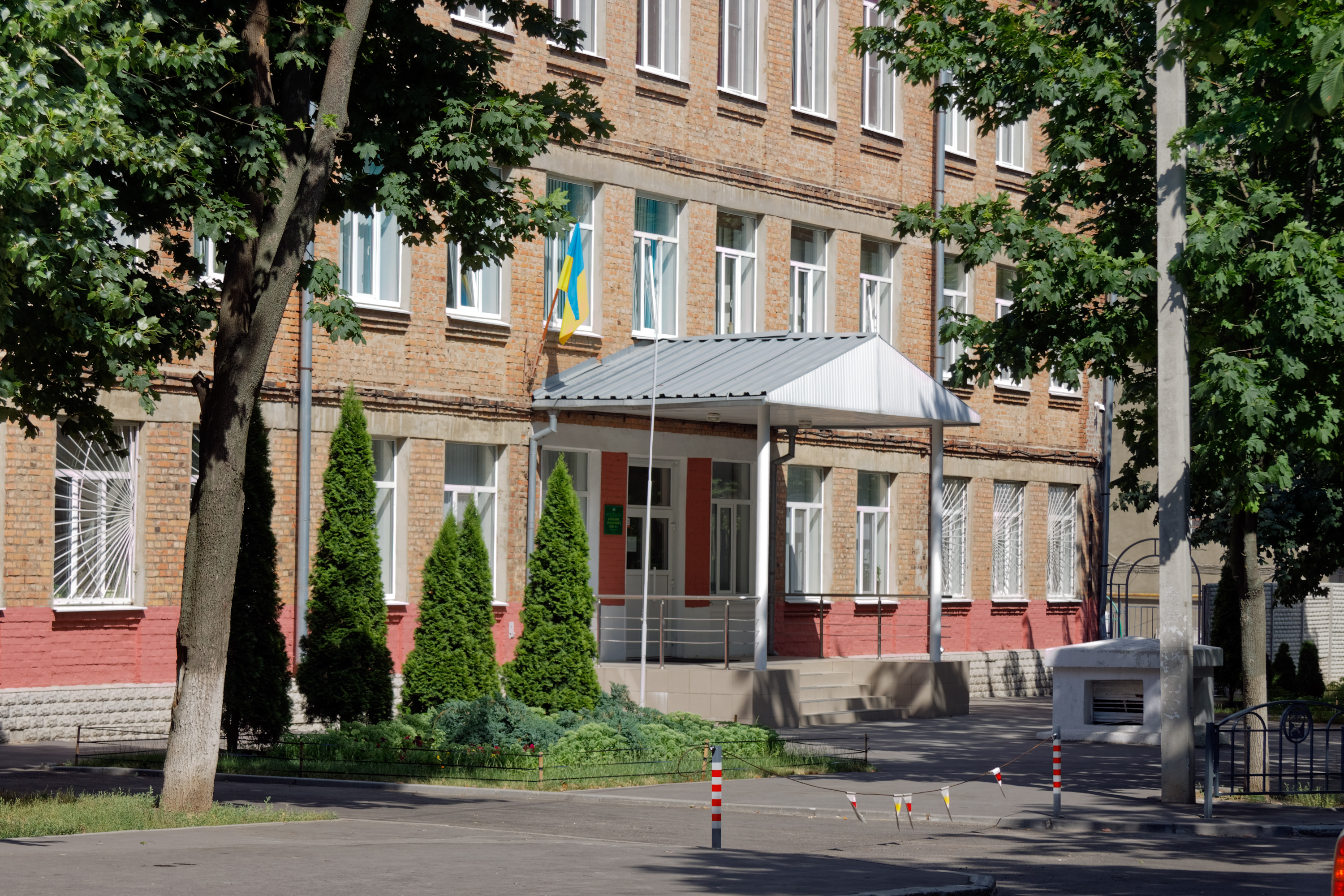
Харківський педагогічний ліцей № 4, 1959
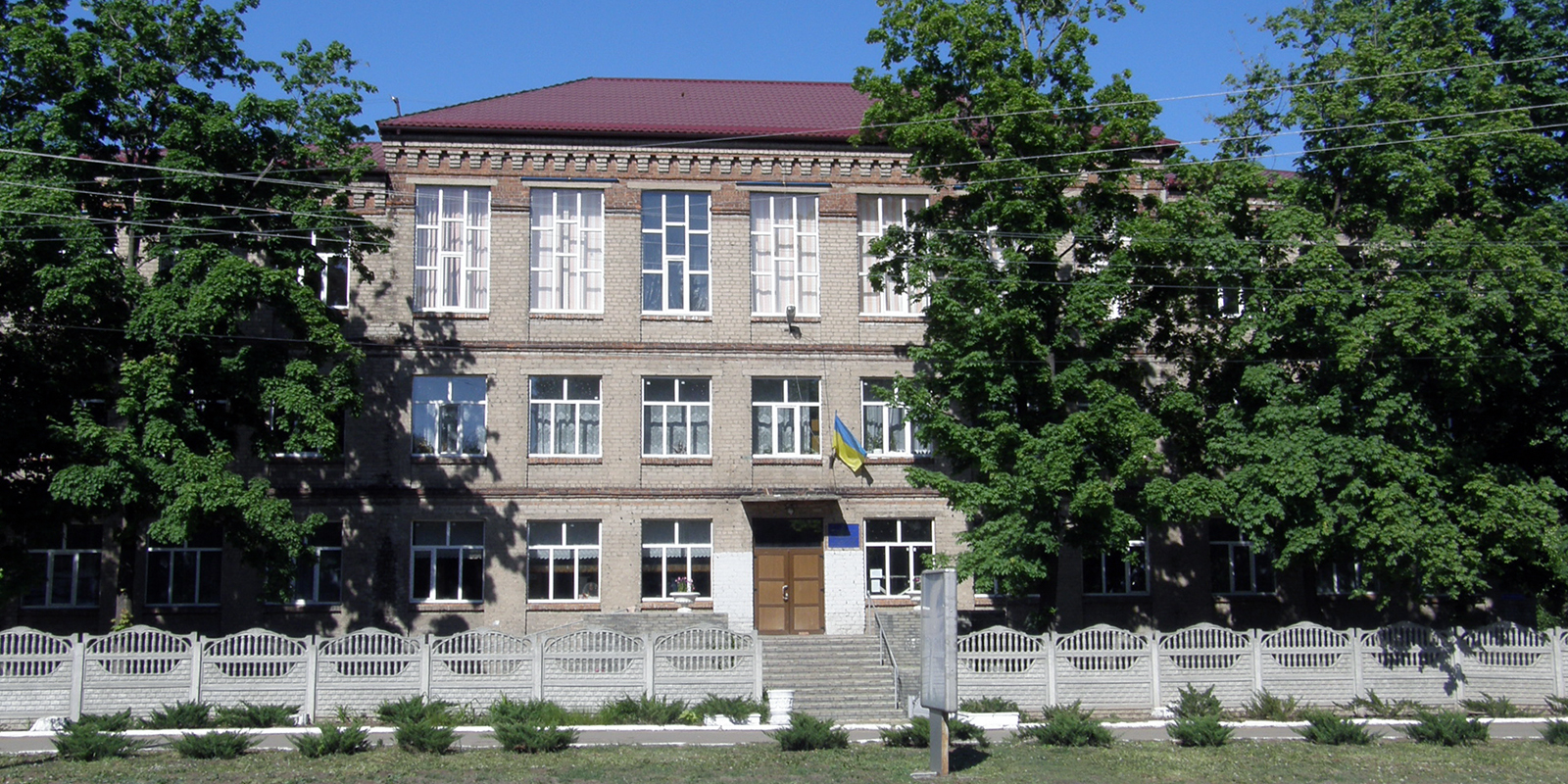
Костянтинівка, школа-ліцей № 11, колишній інтернат № 2, 1960
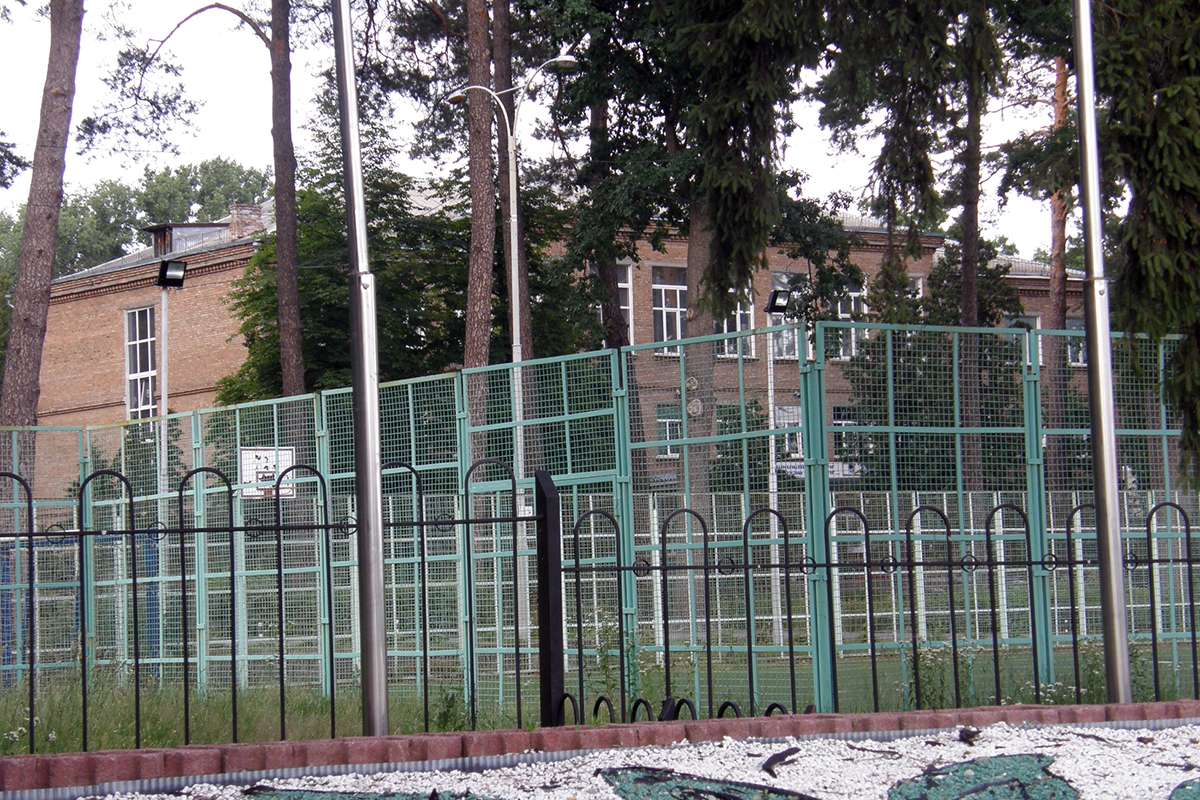
Буча, школа-інтернат з поглибленим вивченням іноземних мов, 1960
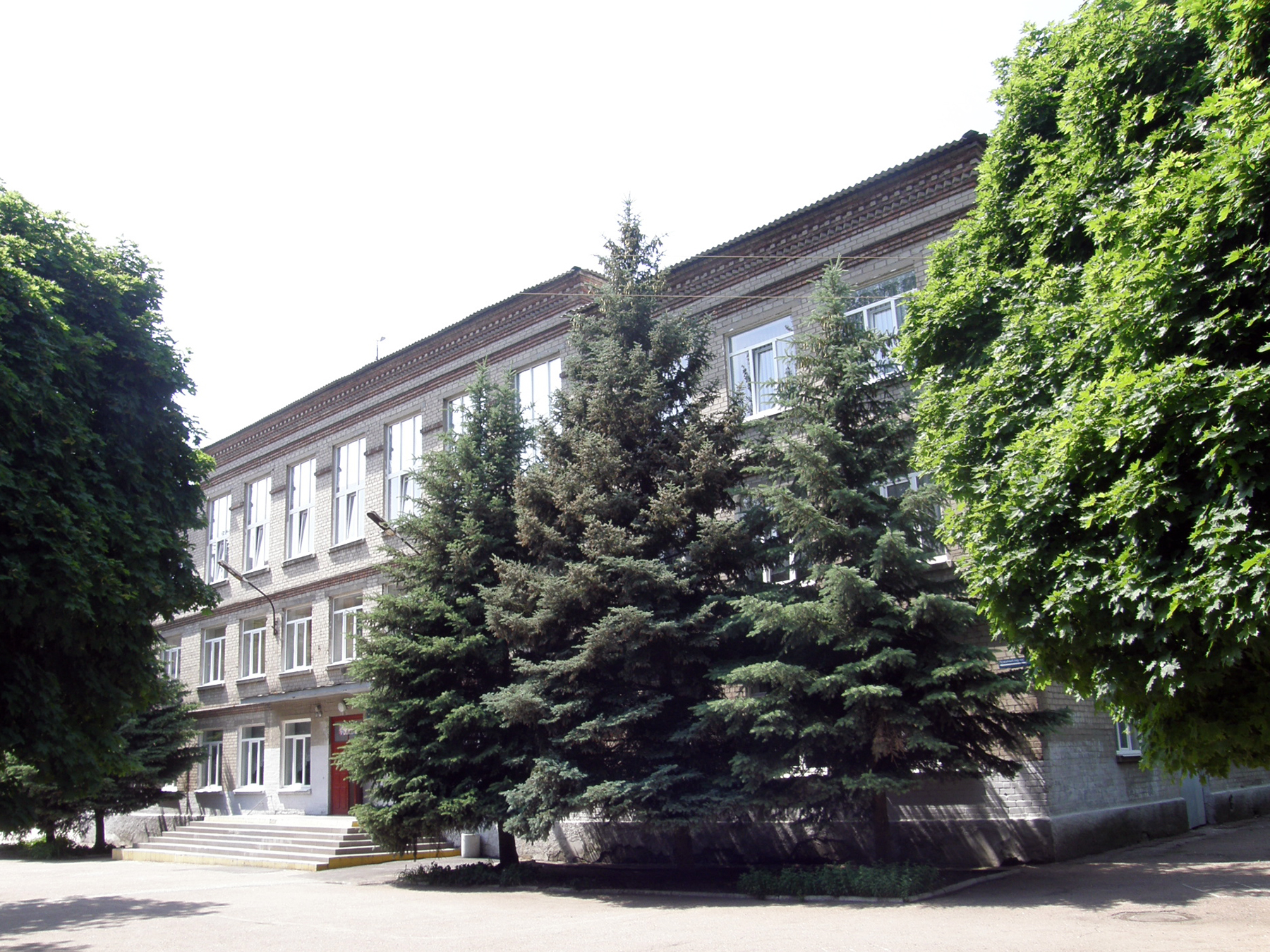
Донецьк, школа № 13, 1961
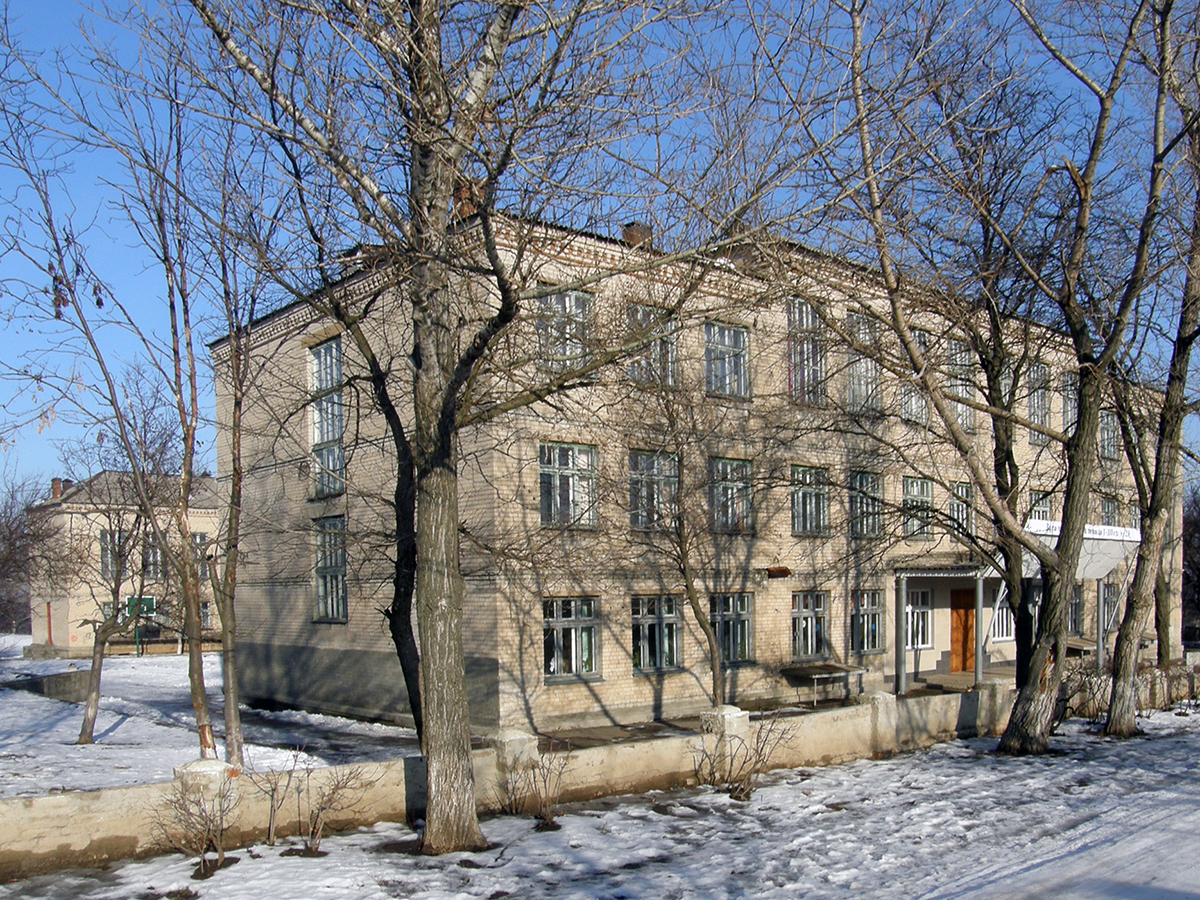
Краматорськ, школа № 23, 1961
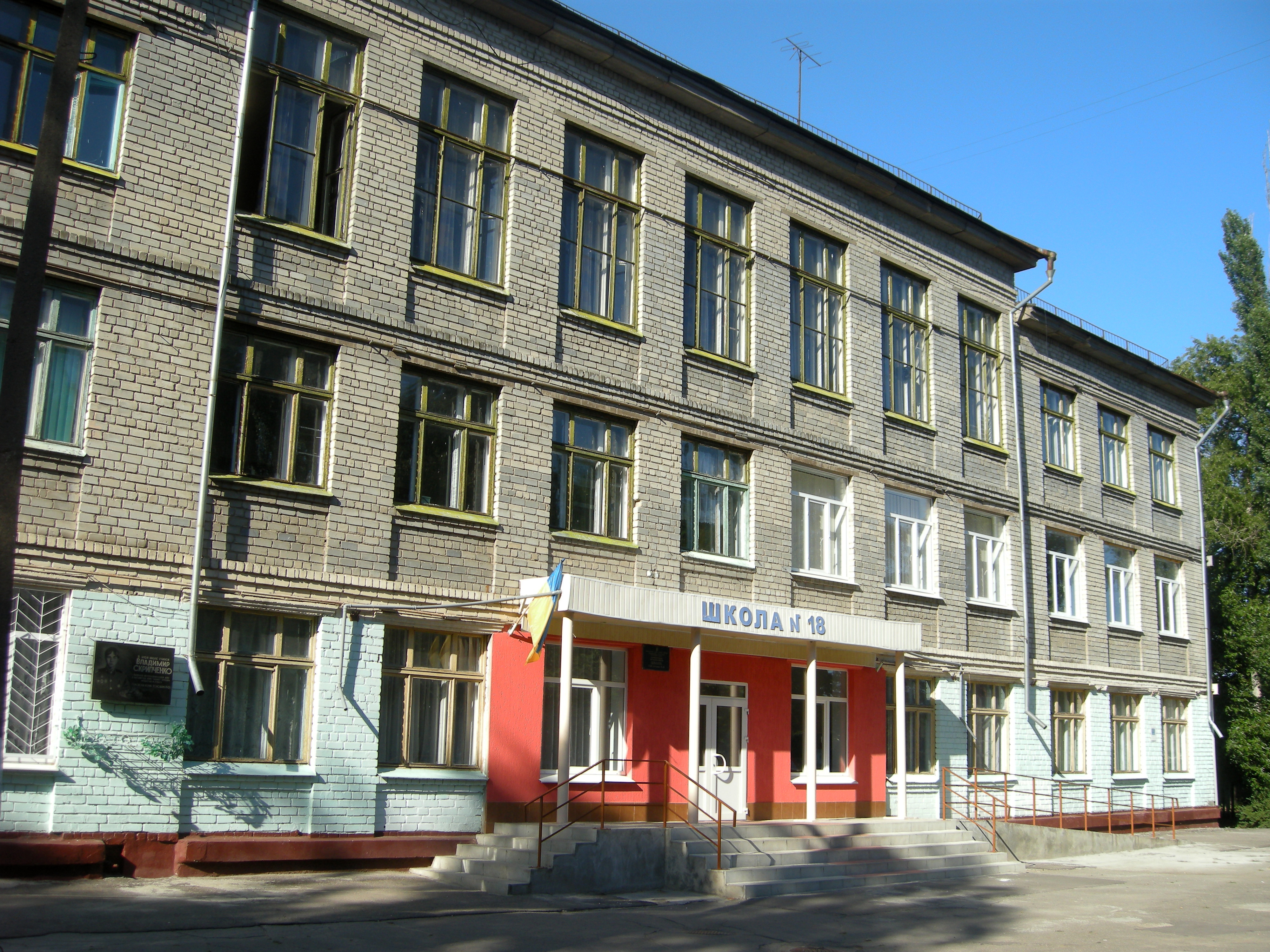
Кременчук, школа № 18, 1961
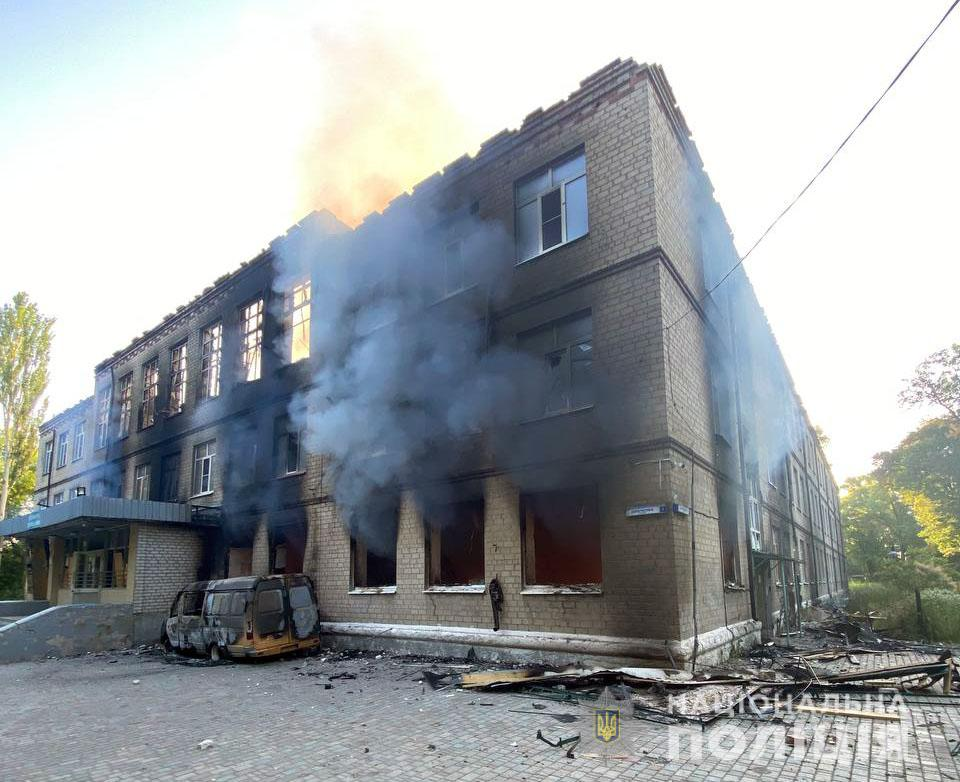
Авдіївка, школа № 6, 1962, зруйнована Росією
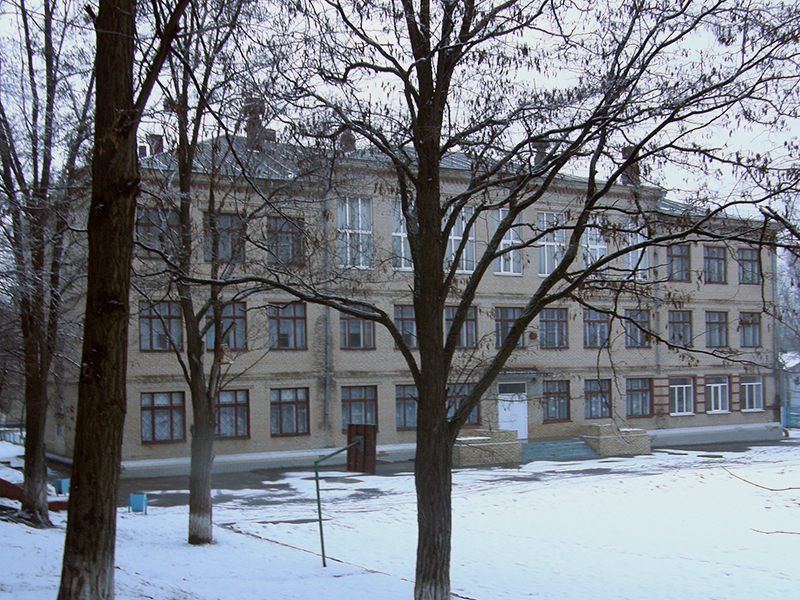
Слов'янськ, інтернат № 1, 1961—1962
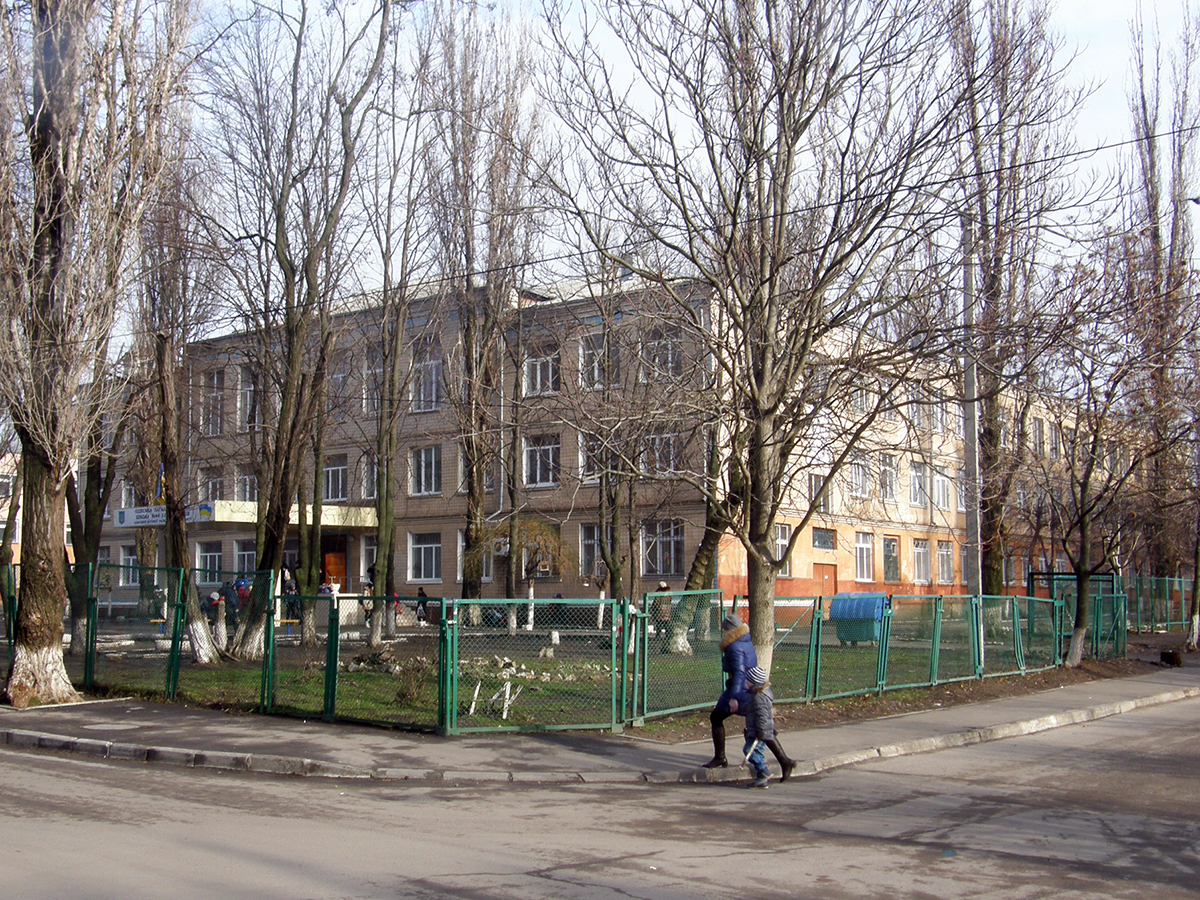
Одеса, Поскот, школа № 44, 1962
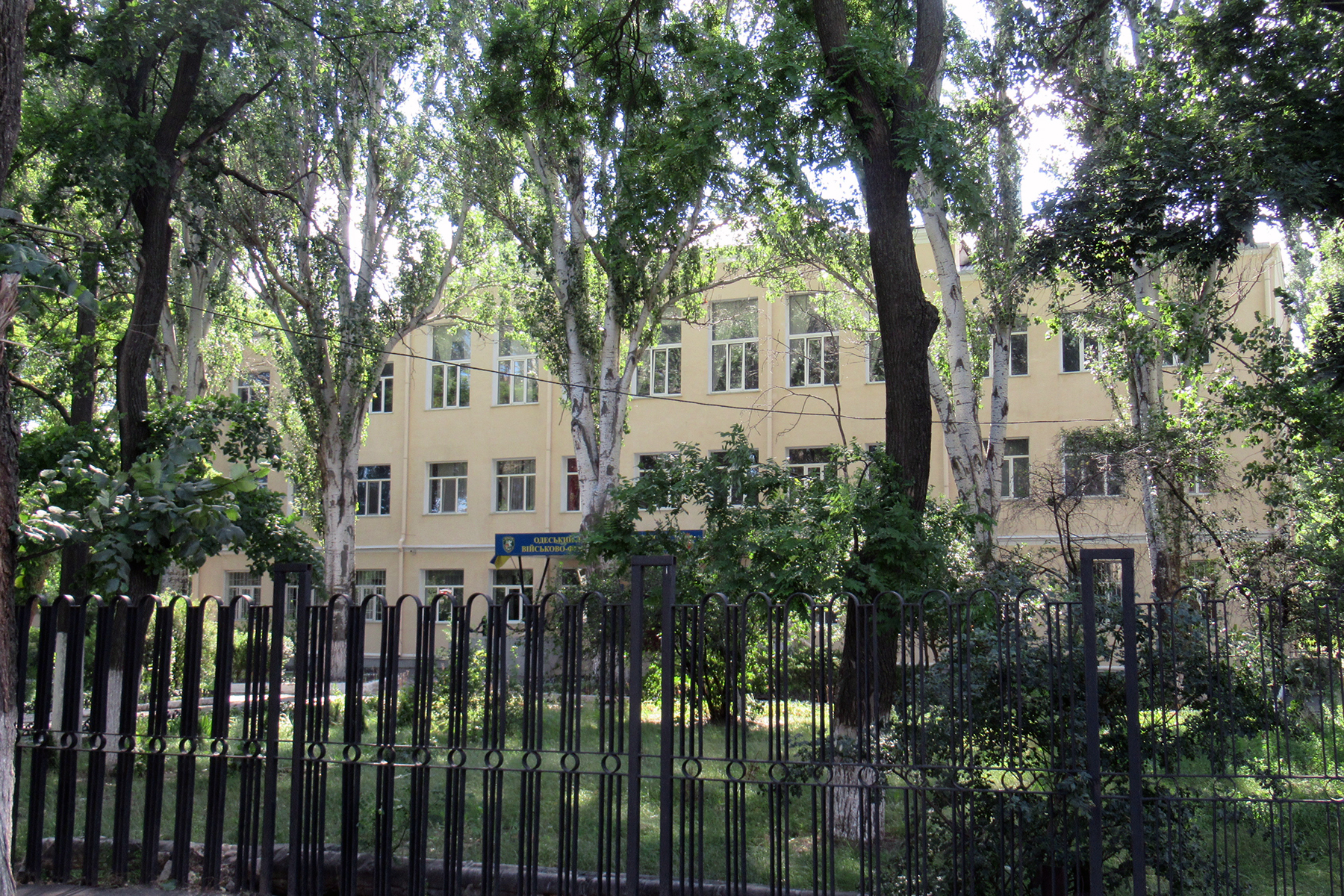
Одеса, Курсаки, ліцей з посиленою військово-фізичною підготовкою, колишній інтернат № 4
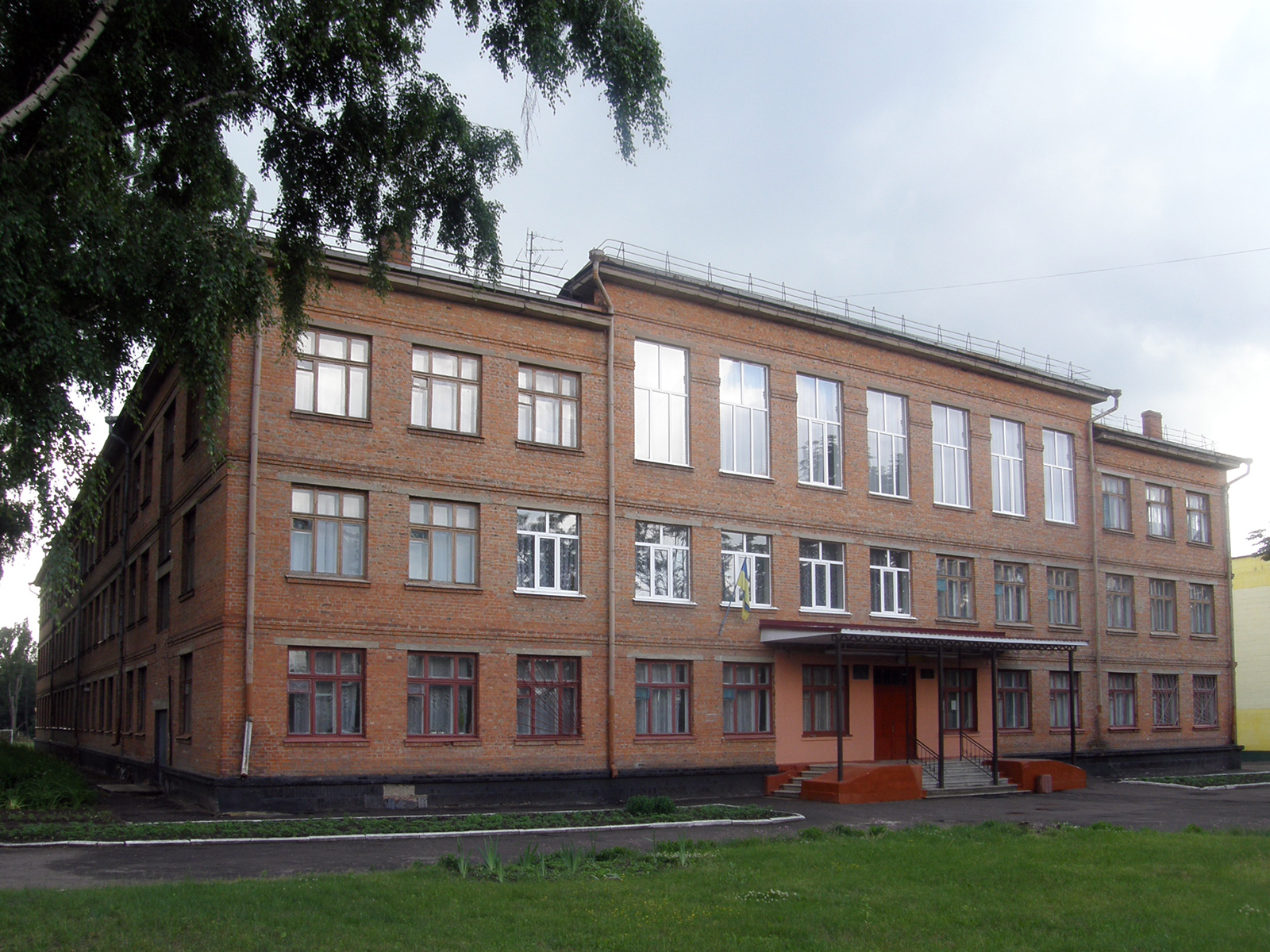
Суми, школа № 3, 1962
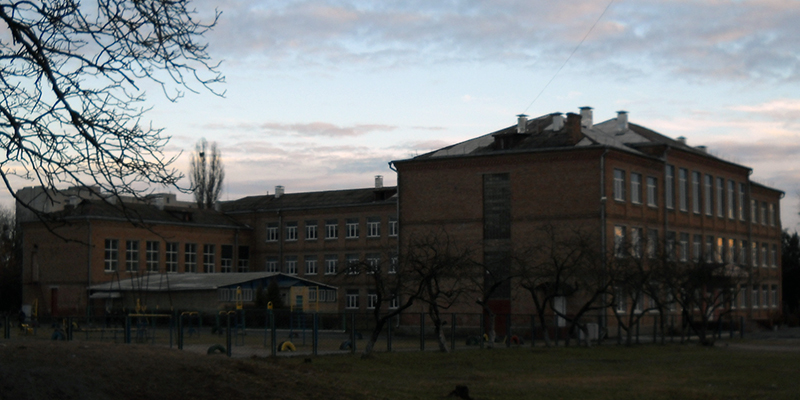
Боярка, ліцей «Лідер», колишня школа № 3, 1960–1962
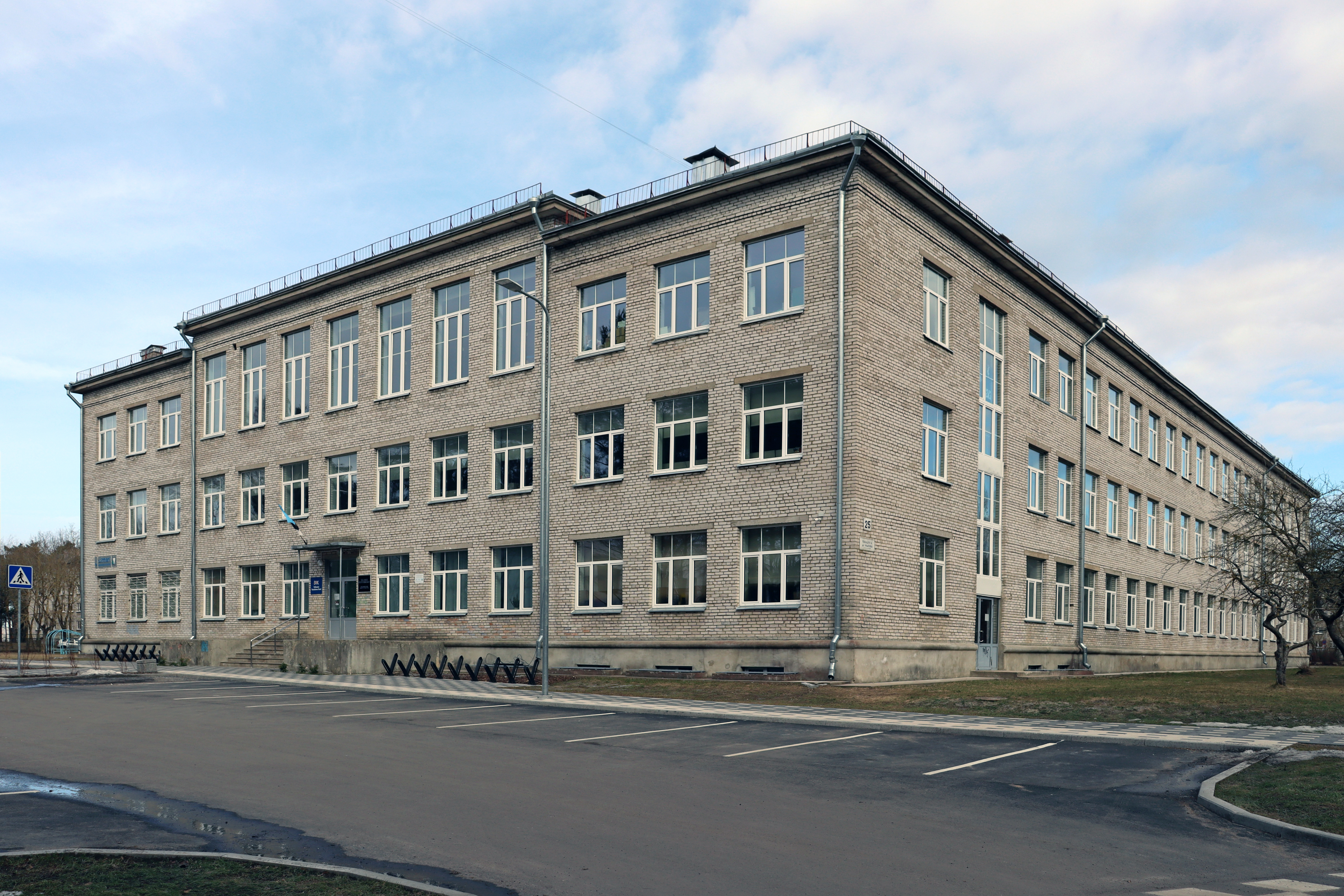
Естонія, Сілламяе, 1963
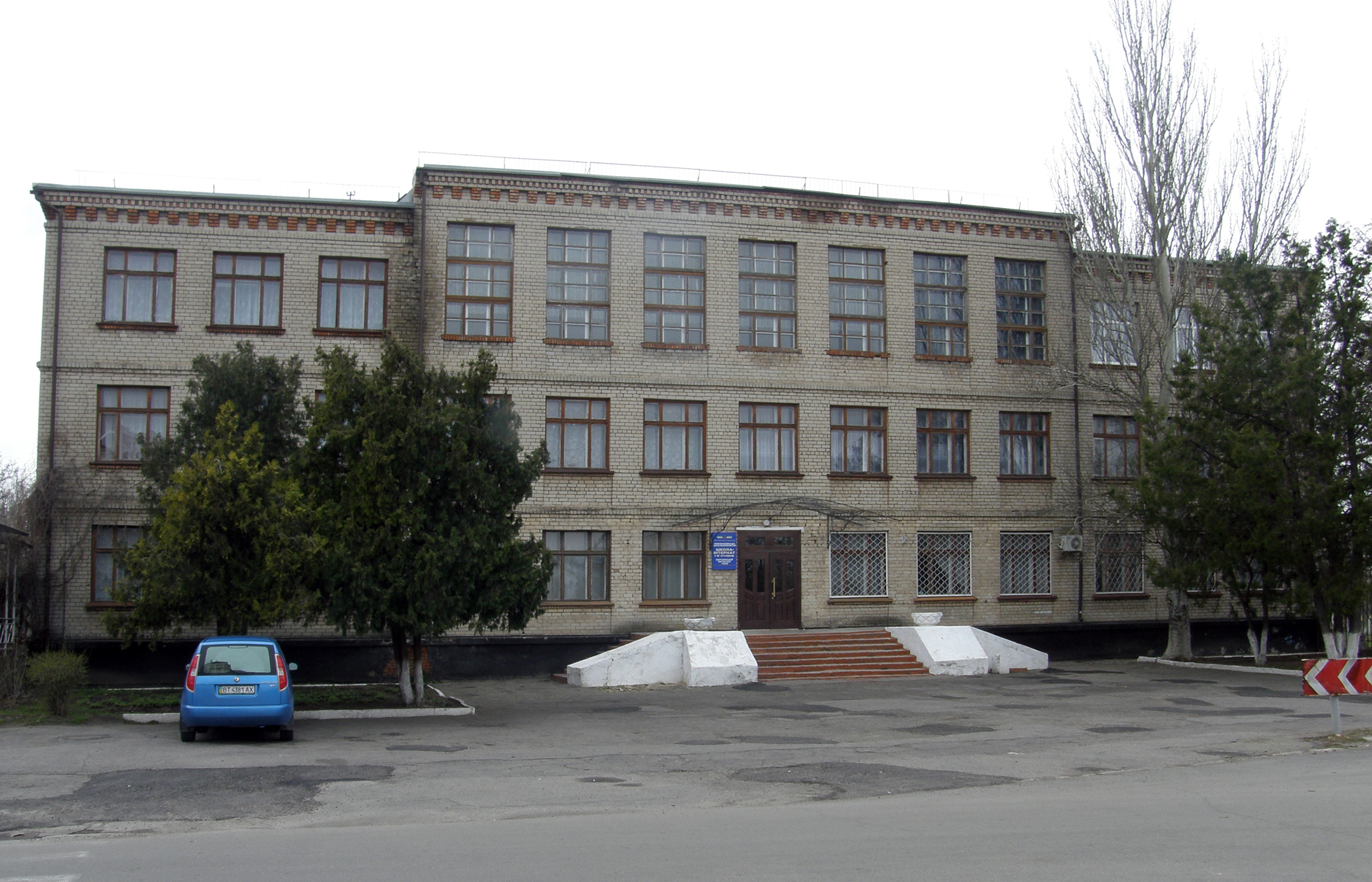
Нова Каховка, інтернат № 1
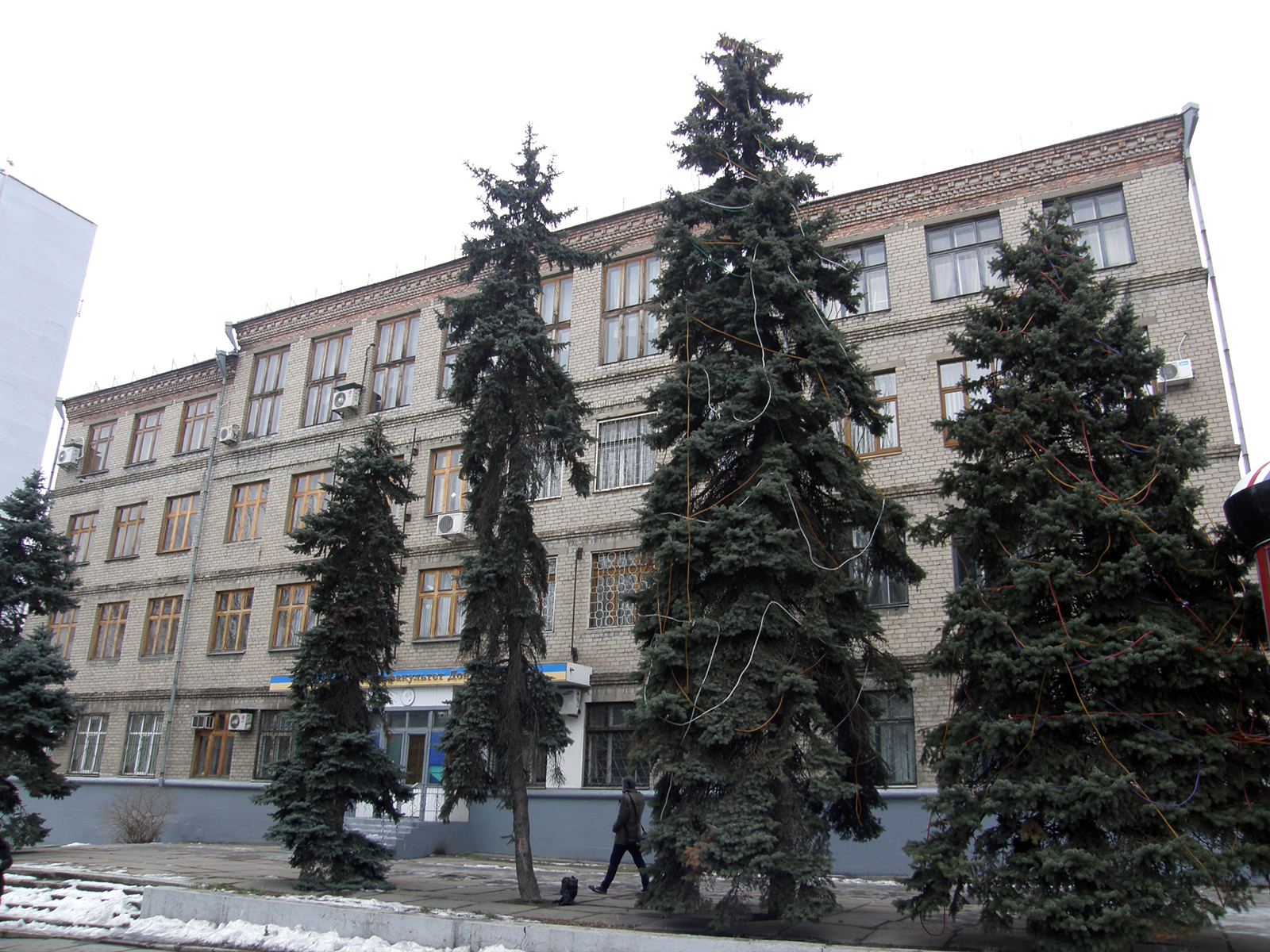
2-й корпус Донецького національного університету, 1965 – 4-поверховий

## 2-02-99
Часто будівля проєкту 2-02-73 була навчальним корпусом при інтернатах, спальним корпусом був проєкт 2-02-99, що було розроблено в 1958 в інституті Діпромісто, архітектори Й. Каракіс, Н. Савченко й А. Волненко. Являє собою прямокутну в пляні чотириповерхову будівлю шириною в 5 кроків вікон. По довгій стороні наступні крокі: 1 вузьке вікно, 2 широких, 1 вузьке вікно сходів, 3 широких, 1 вузьке сходів, 2 широких, 1 вузьке. Всі фасади симетричні і протилежні однакові.

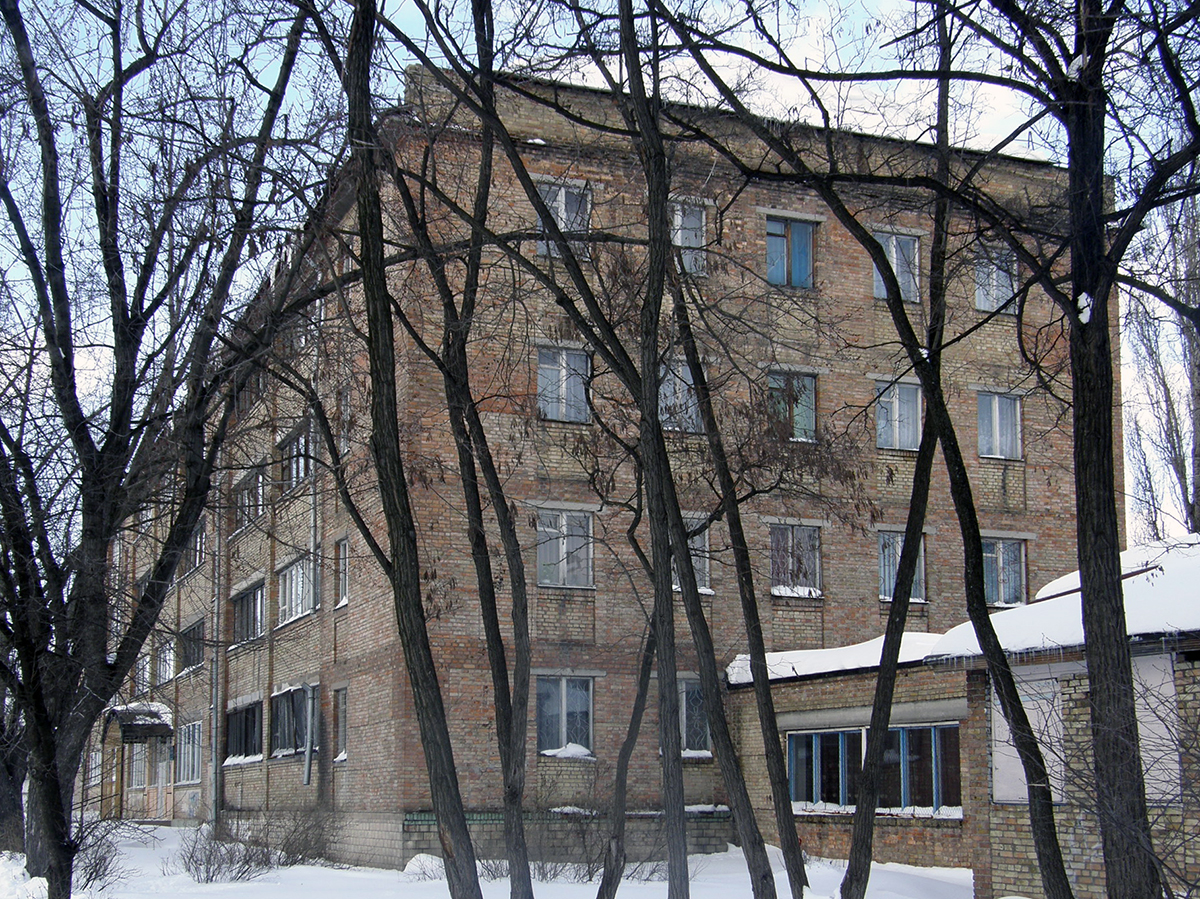
Київ, Воскресенка, початкова школа і музикальна школа № 13, 1961
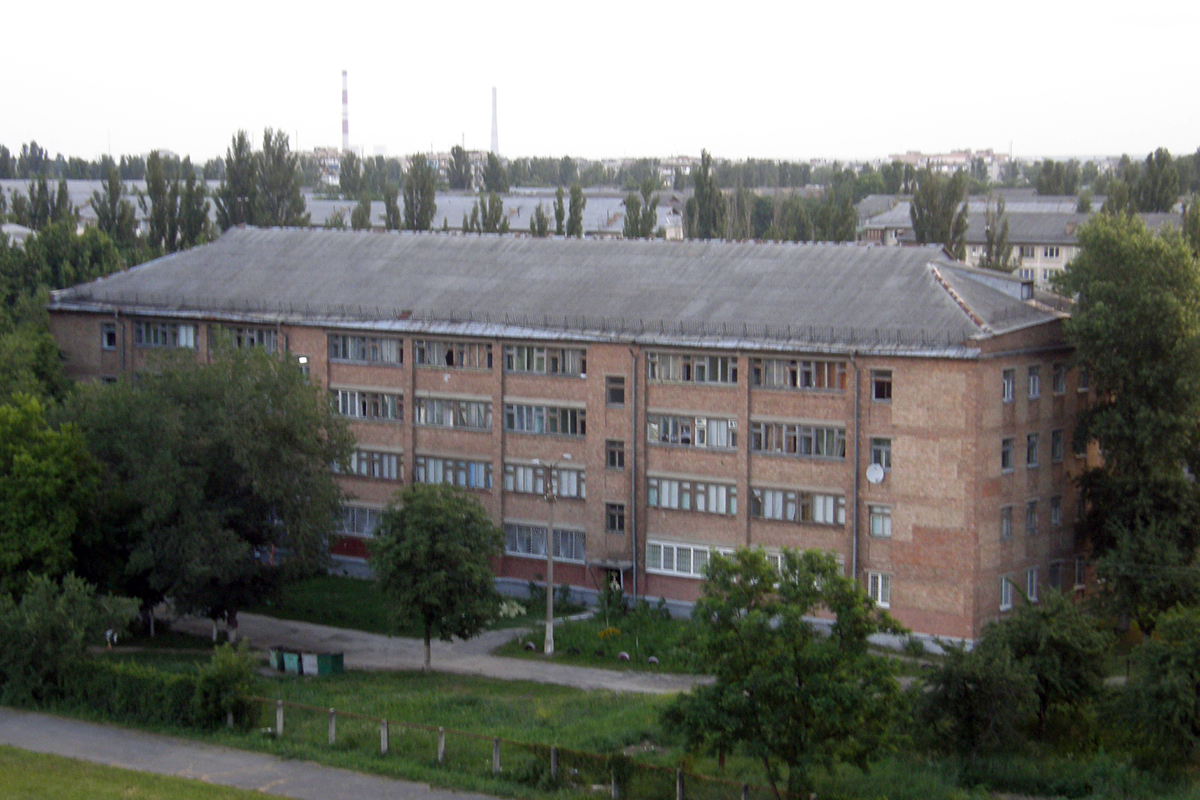
Київ, Воскресенка, спецшкола-інтернат № 26 для слаборозвинутих
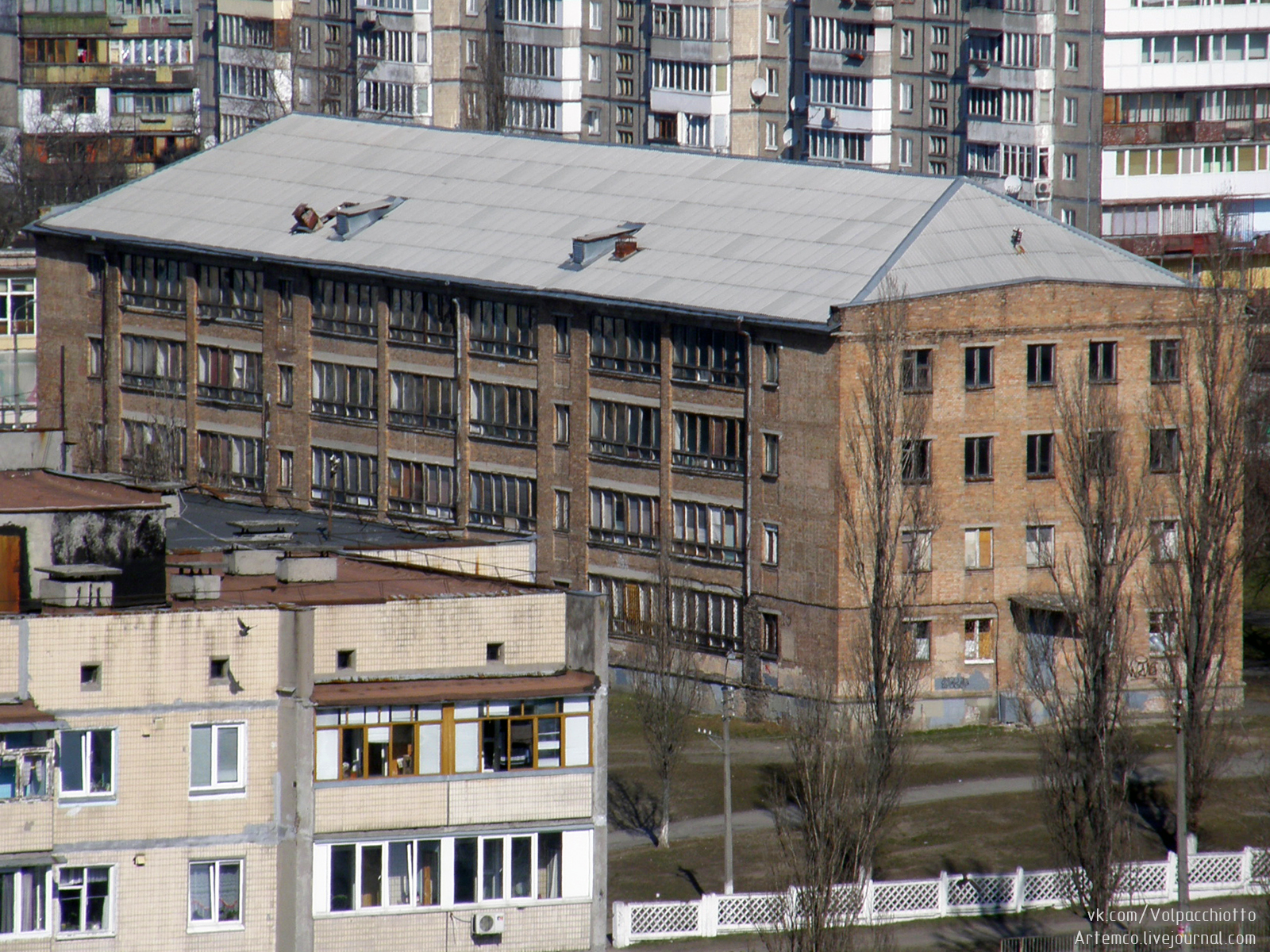
Київ, Воскресенка, старий корпус шкіл № 180 і 120
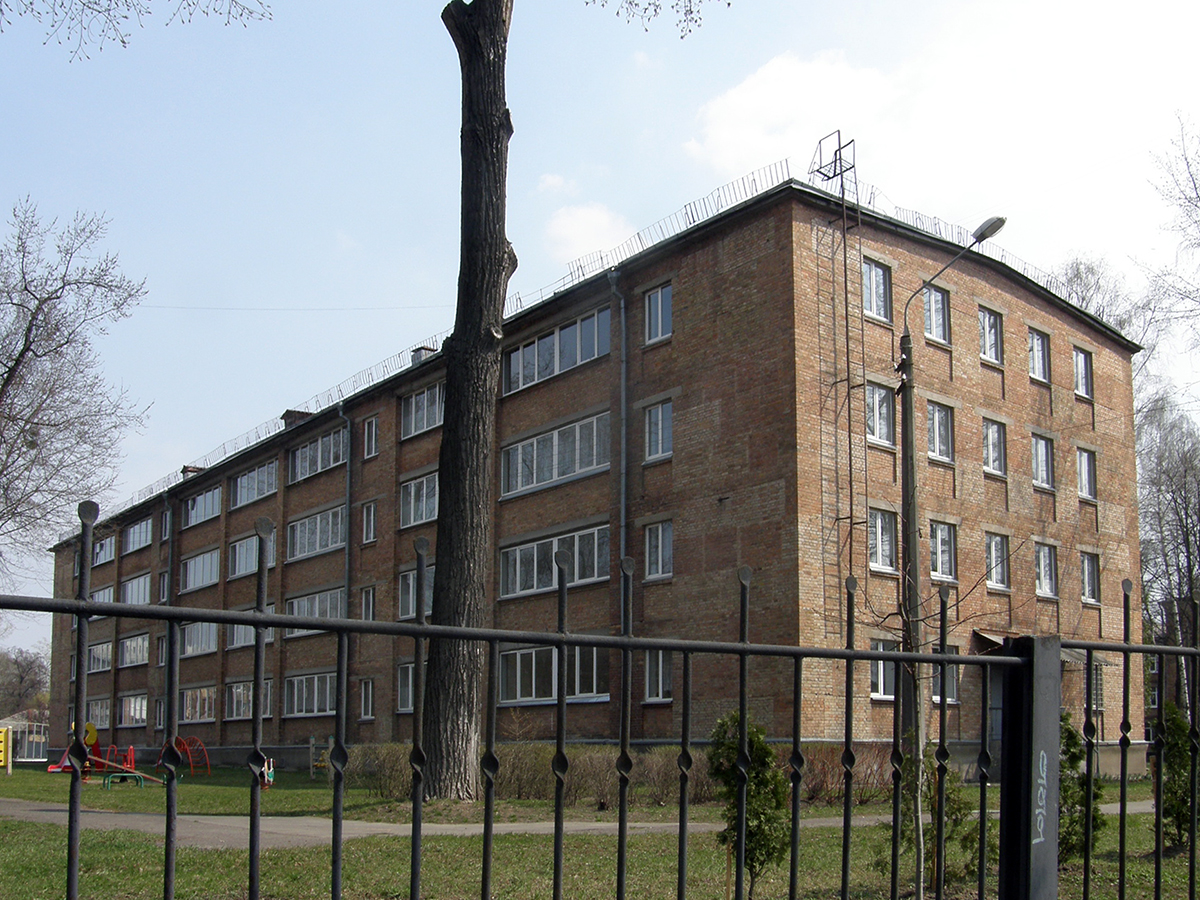
Київ, Сирець, спальний корпус інтернату № 20 для туберкульозних, 1961
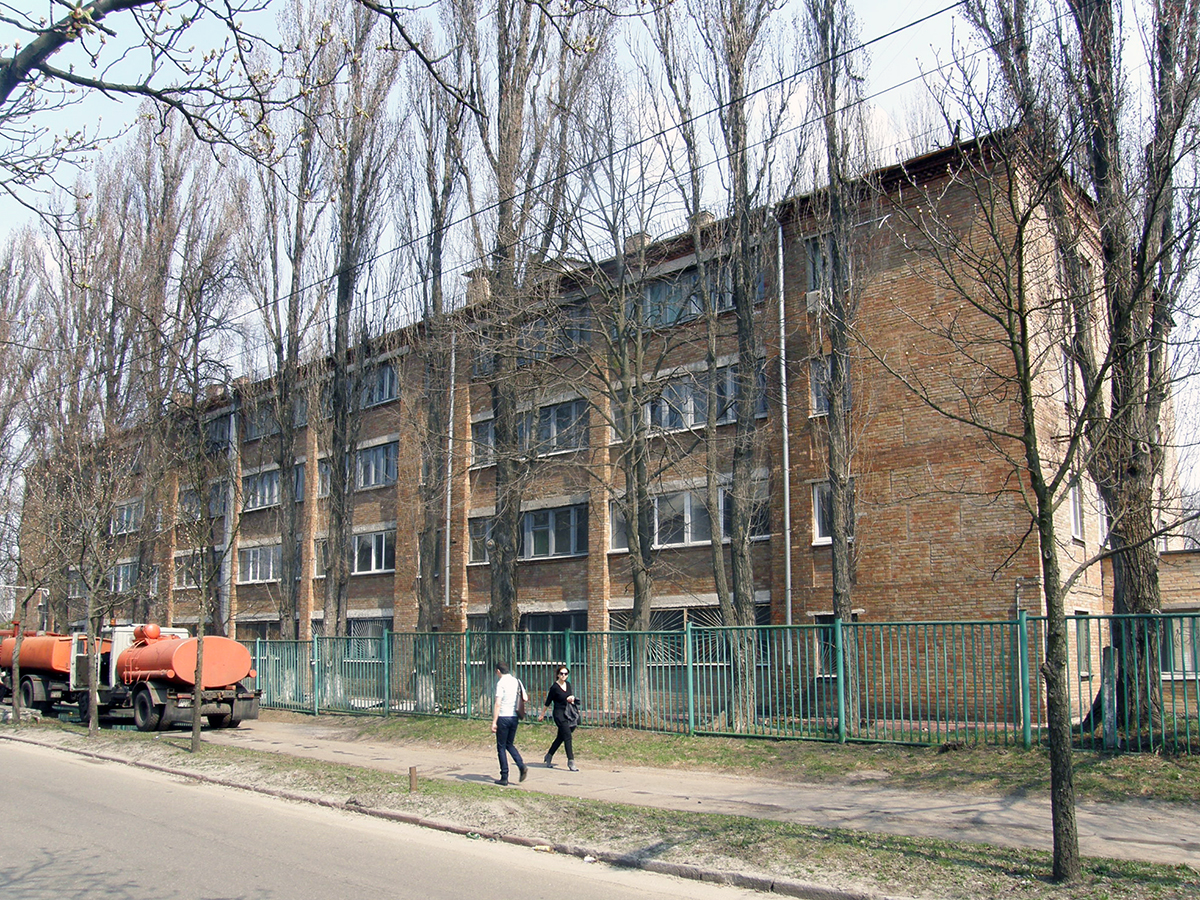
Київ, Нивки, дитячо-юнацький заклад «Барвіночок»
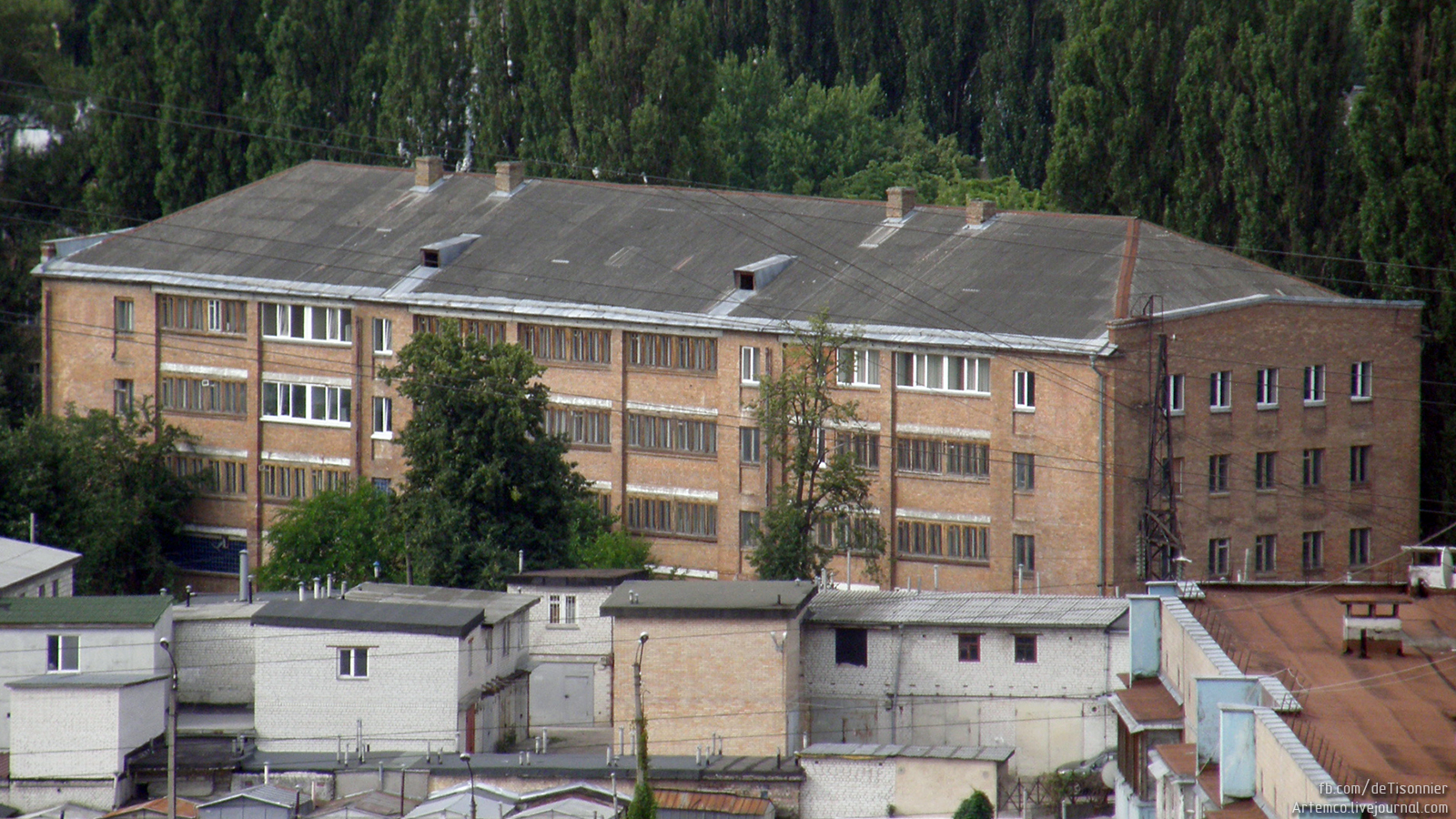
Київ, Пріорка, інтернат № 22
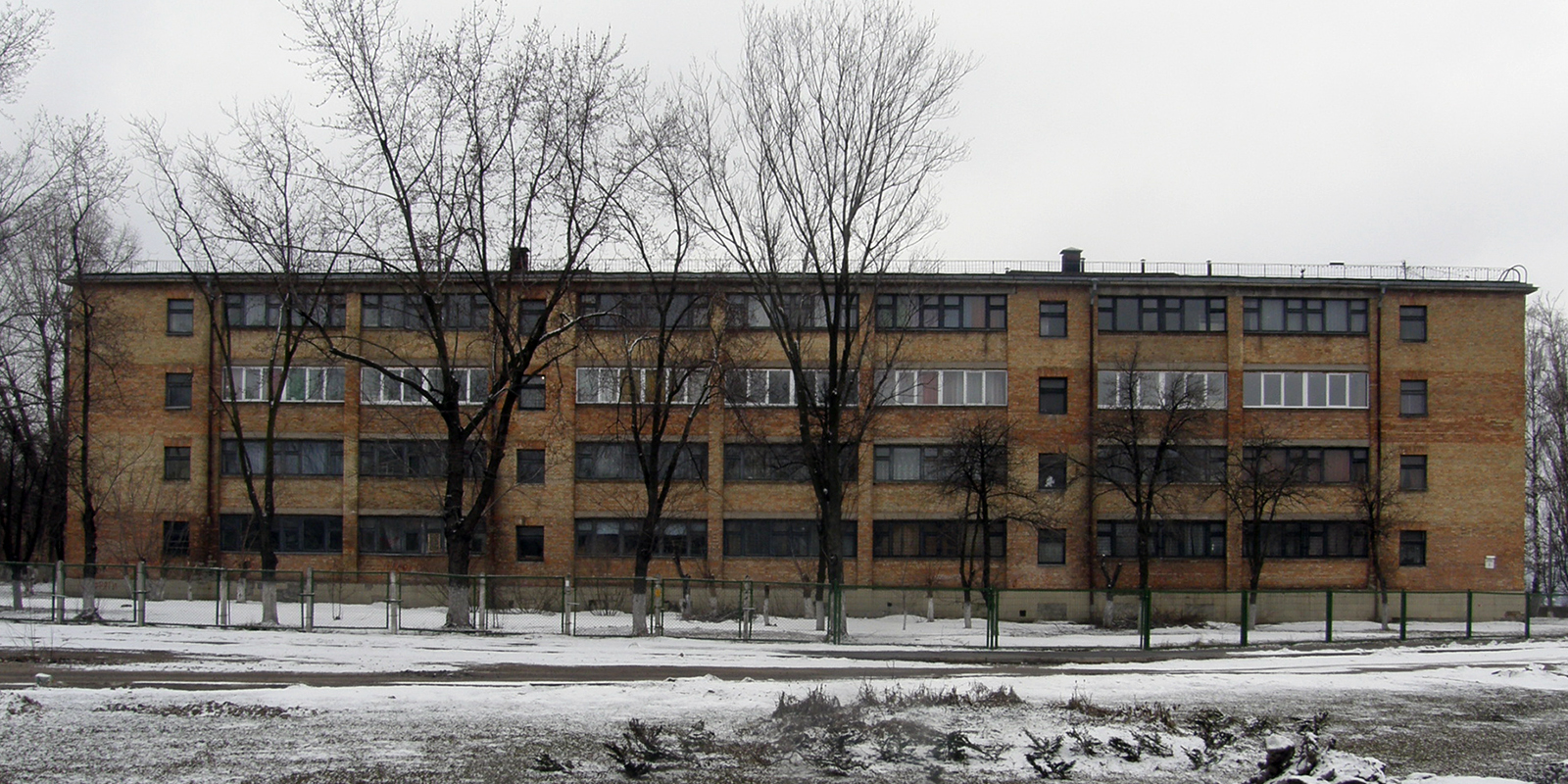
Київ, школа-інтернат № 10
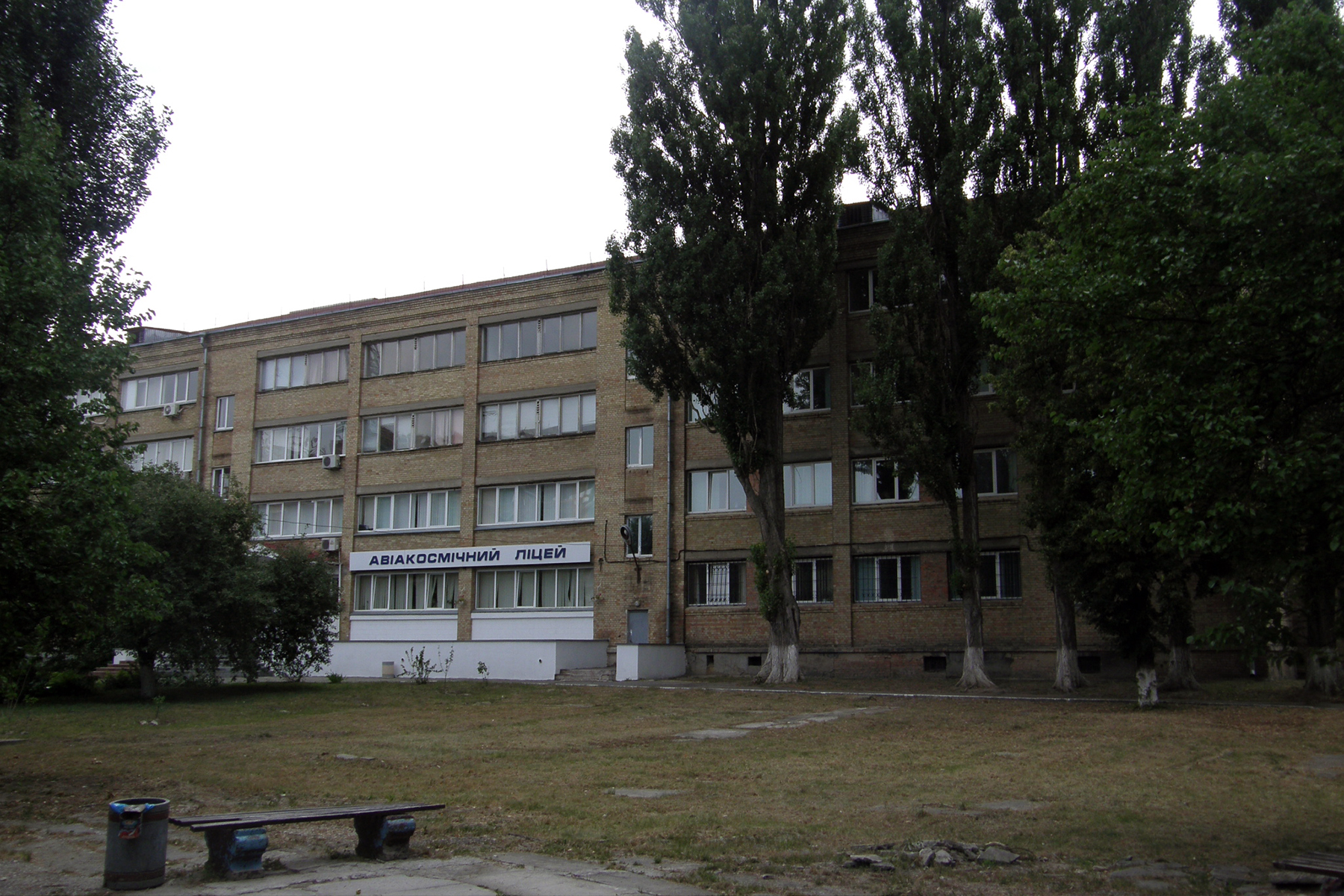
Київ, Відрадний, Авіакосмічний ліцей НАУ, 1965
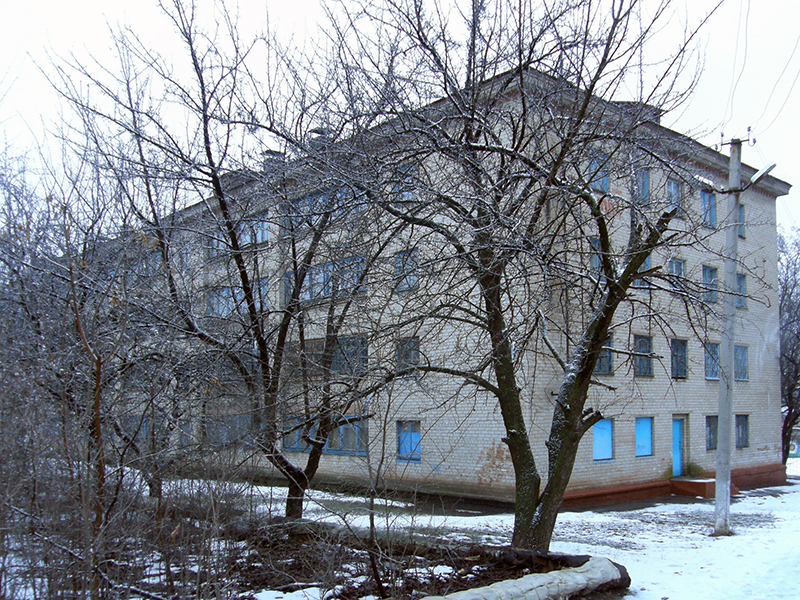
Слов'янськ, спальний корпус інтернату № 1, 1961—1962

## 2-02-73/8
Проєкт школи на 960 учнів, розроблений у 1960 в Діпромісті на основі 2-02-73. Відрізняється крилом парадного входу із головною фасадою, що має 10 кроків однакових на усіх поверхах вікон, і кутом із довгим крилом, де переставлені сходи, туалет і доданий 7-й кляс. Школи за проєктом побудовані в Україні та Росії.

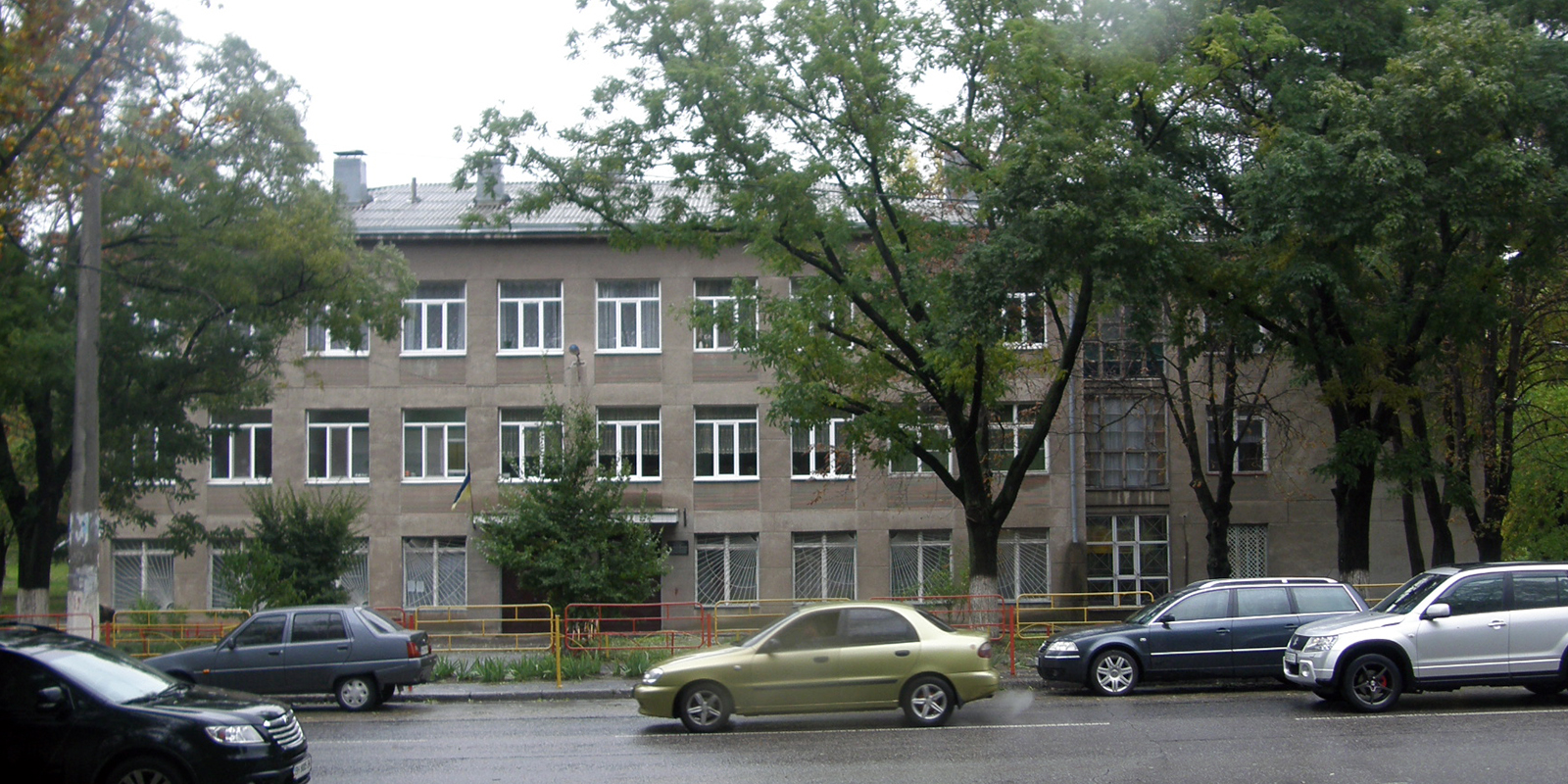
Одеса, Слобідка, школа № 61, 1964
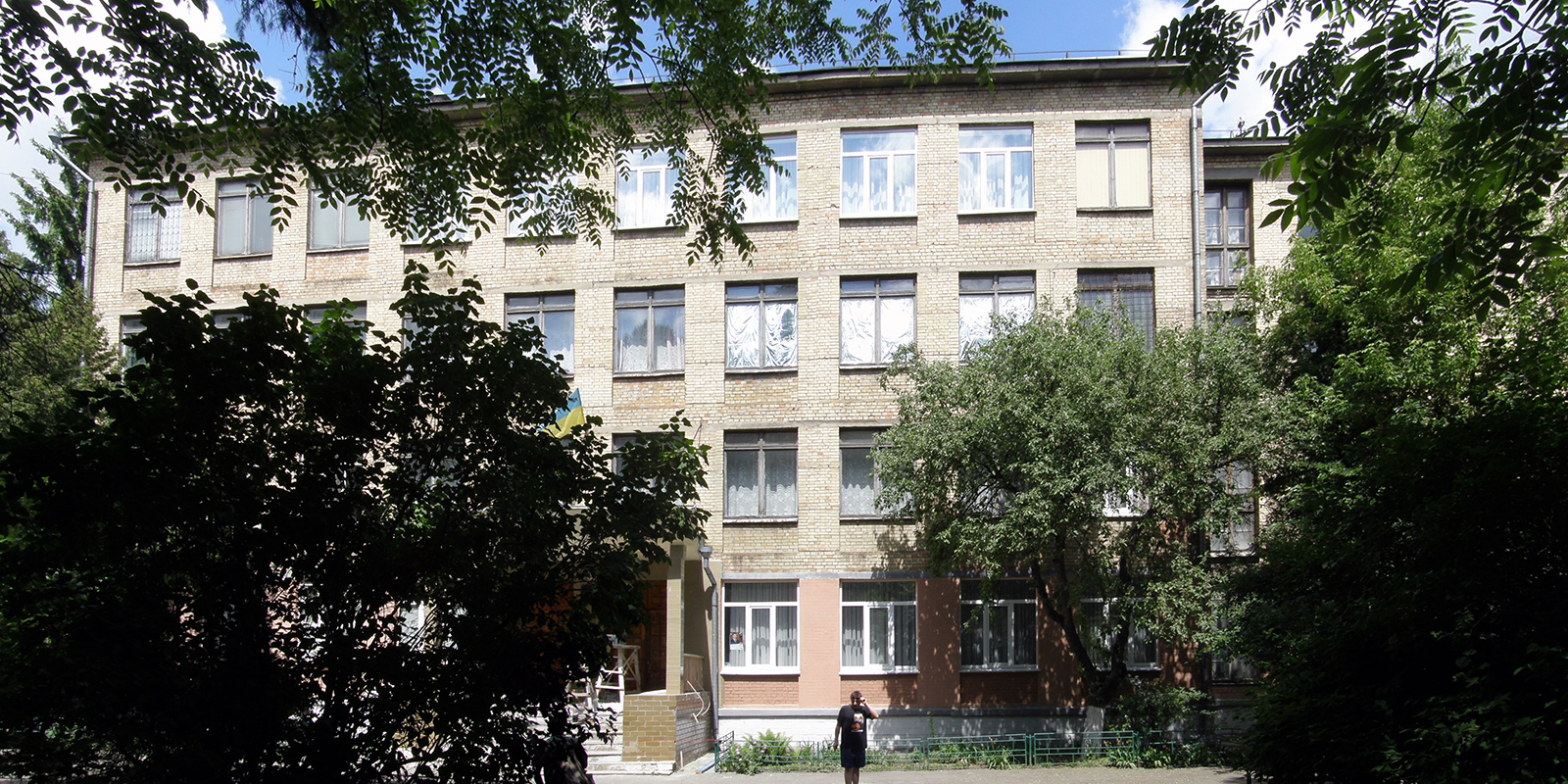
Київ, Відрадний, школа № 174
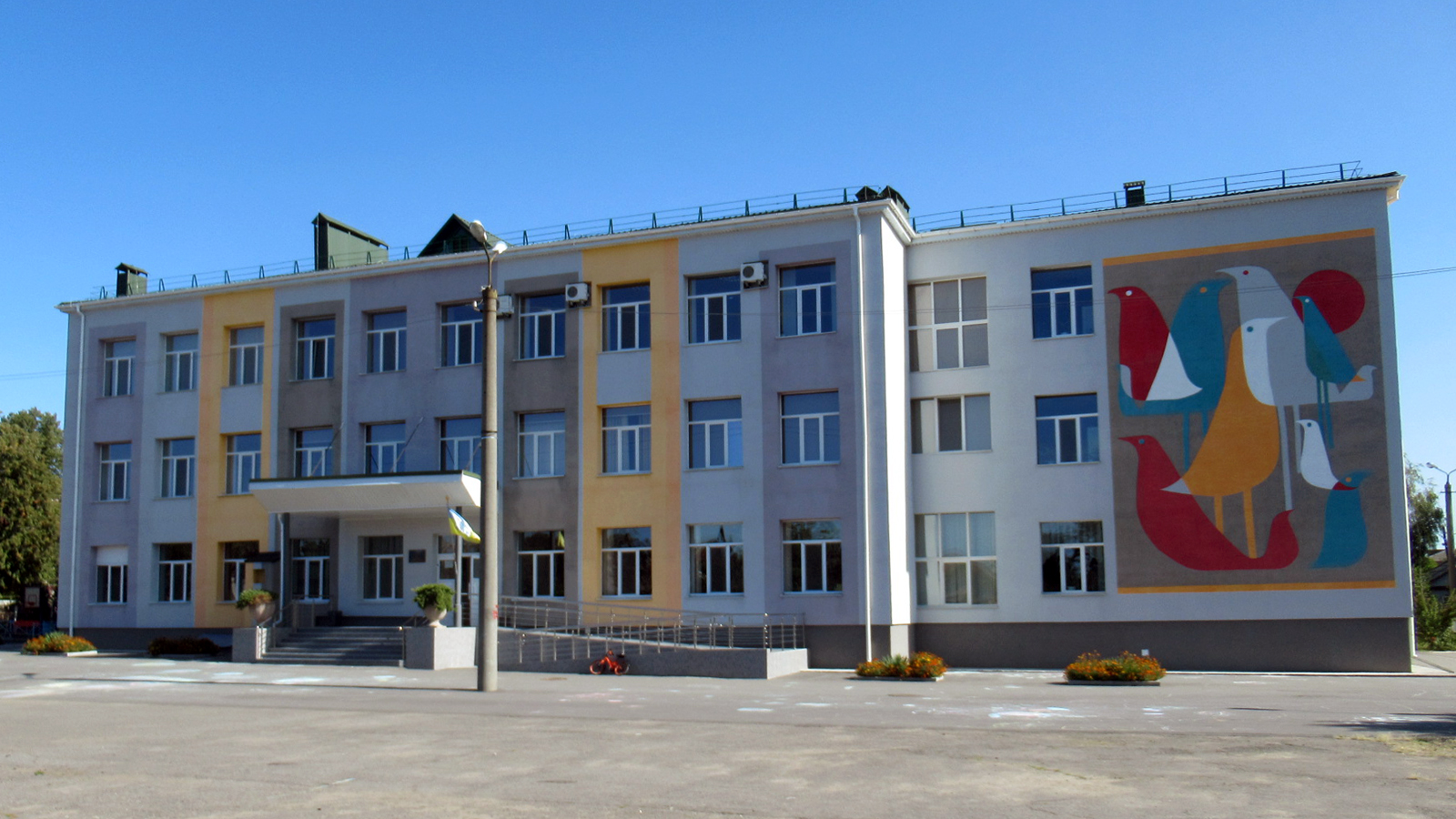
Вінниця, школа № 5, 1964